# Списак пројеката финансирања видео игара из масе
сОво је листа значајних пројеката видео игара (у хардверу, софтверу и сродним медијама) који су започели финансирањем из масе. Пројекат је добио новчана средства само кад је прикупљен износ истакнут зеленом.
| Пројекат                                                 | Творац                                       | Платформа                | Датум краја кампање | Циљ кампање | Прикупљен износ | Белешке | Датум изласка                      | Референце                                       |
| -------------------------------------------------------- | -------------------------------------------- | ------------------------ | ------------------- | ----------- | --------------- | --- | ---------------------------------- | ----------------------------------------------- |
| Psychonauts 2                                            | Double Fine Productions                      | Fig                      | 12. јан. 2016.      | $3,300,000  | $3,829,024      | Кампања капиталног финансирања из масе. Игра 3Д платформе. Наставак игре Psychonauts. | Необјављен                         | [ тражи се извор ]                              |
| Indivisible                                              | Lab Zero Games                               | Indiegogo                | 4. дец. 2015.       | $1,500,000  | $1,889,599      | Акциона игра улога са Metroidvania стилом истраживања и механиком борбе инспирисаном профилом Валкирије. Музику у игри је направио Хироки Кикута. Кампања је проширена прошлост његовог крајњег датума 16. новембра. | Необјављен                         | [ 1 ]                                           |
| Anchors in the Drift                                     | 5th Cell                                     | Fig                      | 20. нов. 2015.      | $500,000    | $107,223        | Кампања капиталног финансирања из масе. Бесплатна акциона игра улога која користи механику скупљања карата да би уређивла вештине и нападе. | Необјављен                         | [ 2 ] [ 3 ]                                     |
| Friday the 13th                                          | Gun Media                                    | Kickstarter              | 14. нов. 2015.      | $700,000    | $823,704        | Асиметрична хорор видео игра из првог лица за више играча. Један играч контролише Џејсона Вориса и мора да убије остале играче. Немојте је мешати са Last Year-ом. | Необјављен                         | [ 4 ] [ 5 ] [ 6 ]                               |
| BattleTech                                               | Harebrained Schemes                          | Kickstarter              | 3. нов. 2015.       | $250,000    | $2,785,537      | То је стратегија заснована на окрету са RPG елементима заснованим на Battletech франшизи. | Необјављен                         | [ 7 ]                                           |
| Them's Fightin' Herds                                    | Mane6                                        | Indiegogo                | 22. окт. 2015.      | $436,000    | $587,026        | 2D борилачка игра, раније заснована на My Little Pony: Friendship is Magic. | Необјављен                         | [ 8 ]                                           |
| Aurion: Legacy of the Kori-Odan                          | Kiro'o Games                                 | Kickstarter              | 20. окт. 2015.      | €40,000     | €49,774         | Акциона игра улога у окружењу афричке фантазије, коју су направили Камерунски програмери. | Необјављен                         | [ 9 ] [ 10 ] [ 11 ] [ 12 ]                      |
| Allison Road                                             | Lilith                                       | Kickstarter              | 12. окт. 2015.      | £250,000    | £145,959        | Хорор игра из првог лица коју је инспирисао P.T. Кампања је отказана пре заказаног крајњег датума 21. октобра након обезбеђивања новчаних средстава за издавача. | Необјављен                         | [ 13 ]                                          |
| Battle Chasers: Nightwar                                 | Airship Syndicate                            | Kickstarter              | 10. окт. 2015.      | $500,000    | $856,354        | Акциона игра улога са процентуално генерисаном садржином. Смештена у Џо Мадуреирином универзуму борилачких гонича са почетним Vigil Games штабом. | Необјављен                         | [ 14 ] [ 15 ]                                   |
| Saber Rider and the Star Sheriffs - The Game             | Team Saber Rider                             | Kickstarter              | 5. окт. 2015.       | $75,000     | $96,592         | 2D shoot 'em up игра заснована на анимираном свемирском вестерну Сабља и Звездани шерифи. | Необјављен                         | [ 16 ]                                          |
| Divinity: Original Sin 2                                 | Larian Studios                               | Kickstarter              | 30. сеп. 2015.      | $500,000    | $2,032,434      | Акциона игра улога. Наставак претходног Larian-овог Kickstarter пројекта, Divinity: Original Sin. | Необјављен                         | [ 17 ]                                          |
| Outer Wilds                                              | Mobius Digital                               | Fig                      | 17. сеп. 2015.      | $125,000    | $126,480        | Кампања капиталног финансирања из масе. Игра истраживања отвореног света. | Необјављен                         | [ 18 ]                                          |
| Poi                                                      | PolyKid                                      | Kickstarter              | 3. сеп. 2015.       | $80,000     | $27,236         | Игра 3Д платформе коју су инспирисале Nintendo 64 и Nintendo GameCube платформе. | Није финансиран                    | [ 19 ] [ 20 ]                                   |
| Insert Coin                                              | Joshua Tsui                                  | Kickstarter              | 17. авг. 2015.      | $75,000     | $92,181         | Документарни филм пројекат који прати историју студија видео игара Midway Games. | Необјављен                         | [ 21 ] [ 22 ]                                   |
| Devastated Dreams                                        | Matt Gilgenbach                              | Kickstarter              | 16. авг. 2015.      | $115,896    | $32,253         | Психолошка хорор видео игра о страховима трудноће. Matt Gilgenbach-ов други Kickstarter пројекат након Neverending Nightmares. | Није финансиран                    | [ 23 ] [ 24 ]                                   |
| Red Ash: The Indelible Legend                            | Comcept                                      | Kickstarter              | 3. авг. 2015.       | $800,000    | $519,999        | 3D акционо авантуристичка видео игра и духовни наследник серијала Mega Man Legends, којем је Кеиџи Инафине оригинални продуцент. Comcept-ов други Kickstarter пројекат након Mighty No. 9. Осигурана средства издавачу деолом кроз кампању. | Необјављен                         | [ 25 ]                                          |
| Shenmue III                                              | Ys Net                                       | Kickstarter              | 17. јул. 2015.      | $2,000,000  | $6,333,296      | Акционо авантуристичка видео игра. Трећа игра Shenmue серијалу, којем је Ју Сузуки оригинални директор. Најављена је на сонијевој E3 2015 презентацији. Bloodstained: Ritual of the Night је успела као најфинансиранија Kickstarter-ова видео игра. | Необјављен                         | [ 26 ]                                          |
| The Bard's Tale IV                                       | inXile Entertainment                         | Kickstarter              | 10. јул. 2015.      | $1,250,000  | $1,519,680      | Акциона RPG фантазија са пузањем по тамницама из првог лица . InXile-ов трећи Kickstarter пројекат након игре Torment: Tides of Numenera у априлу 2013. | Необјављен                         | [ 27 ] [ 28 ]                                   |
| We Happy Few                                             | Compulsion Games                             | Kickstarter              | 4. јул. 2015.       | C$250,000   | C$334,754       | Игра преживљавања отвореног света из првог лица смештена у процедуално генерисаној алтернативној историји Британије 1960-их. | Необјављен                         | [ 29 ]                                          |
| Squad                                                    | Offworld Industries                          | Kickstarter              | 27. јун. 2015.      | C$184,000   | C$434,805       | Тактичка пуцачина из првог лица. Први комерцијални пројекат од Project Reality мод тима. | Необјављен                         | [ 30 ]                                          |
| Perception                                               | The Deep End Games                           | Kickstarter              | 25. јун. 2015.      | $150,000    | $168,041        | Хорор игра из првог лица која прати слепог протагонисту који се креће светом помоћу ехолокације коју је направио Irrational Games штаб. Не треба је мешати са Pulse игром. | Необјављен                         | [ 31 ] [ 32 ] [ 33 ] [ 34 ]                     |
| Yooka-Laylee                                             | Playtonic Games                              | Kickstarter              | 17. јун. 2015.      | £175,000    | £2,090,104      | Игра 3Д платформе и духовни наследник Banjo-Kazooie серијала којег је направио оригинални тим. | Необјављен                         | [ 35 ]                                          |
| Hero-U: Rogue to Redemption                              | The Coles                                    | Kickstarter              | 16. јун. 2015.      | $100,000    | $116,888        | Фантазијска игра улога заснована на окрету са елементима авантуристичке игре коју су направили дизајнери Quest for Glory серијала. Друга Kickstarter кампања за игру са потребу са повећаним обимом. | Необјављен                         | [ 36 ] [ 37 ]                                   |
| Bloodstained: Ritual of the Night                        | Koji Igarashi                                | Kickstarter              | 12. јун. 2015.      | $500,000    | $5,545,991      | Metroidvania видео игра коју је направио првобитни Castlevania продуцент Који Игараши. Torment: Tides of Numenera је успела као Kickstarter-ова најфинансиранија видео игра, и Shenmue III је успела јула 2015-е године. | Необјављен                         | [ 38 ]                                          |
| Tokyo Dark                                               | Cherrymochi Game Studio                      | Kickstarter              | 10. јун. 2015.      | C$40,000    | C$225,386       | 2D point-and-click авантура игра инспирисана Heavy Rain-ом и Higurashi When They Cry-ом. | Необјављен                         | [ 39 ]                                          |
| Starfighter Inc.                                         | Impeller Studios                             | Kickstarter              | 7. јун. 2015.       | $250,000    | $226,831        | Видео игра борбе у свемиру. | Није финансиран                    | [ 40 ] [ 41 ] [ 42 ] [ 43 ] [ 44 ] [ 45 ]       |
| Loud on Planet X                                         | Pop Sandbox                                  | Kickstarter              | 5. јун. 2015.       | C$50,000    | C$53,006        | Игра ритма и одбране торња са музиком и ликовима из Tegan and Sara, Purity Ring, METZ, Metric, Lights, July Talk, Fucked Up, Cadence Weapon, и Austra. | Необјављен                         | [ 46 ] [ 47 ] [ 48 ]                            |
| Little Devil Inside                                      | Neostream                                    | Kickstarter              | 25. мај. 2015.      | A$250,000   | A$306,515       | 3D акциона игра улога и преживљавање. | Необјављен                         | [ 49 ] [ 50 ]                                   |
| Descent: Underground                                     | Descendent Studios                           | Kickstarter              | 11. апр. 2015.      | $600,000    | $601,773        | Пуцачка игра из првог лица са шест степена слободе. Наставак серијала Descent. | окт 22, 2015                       | [ 51 ] [ 52 ] [ 53 ] [ 54 ]                     |
| Toejam and Earl: Back in the Groove                      | Humanature Studios                           | Kickstarter              | 27. мар. 2015.      | $400,000    | $508,637        | Rougelike акциона видео игра. Наставак игре ToeJam & Earl коју је направио њен дизајнер Грег Џонсон. | Необјављен                         | [ 55 ] [ 56 ] [ 57 ] [ 58 ] [ 59 ]              |
| Crowfall                                                 | ArtCraft Entertainment, Inc.                 | Kickstarter              | 26. мар. 2015.      | $800,000    | $1,766,204      | Фантазијски MMORPG коју су направили Ј. Тод Колман и Гордон Волтон, Раф Костер је био консултант. | Необјављен                         | [ 60 ] [ 61 ] [ 62 ] [ 63 ]                     |
| Underworld Ascendant                                     | OtherSide Entertainment                      | Kickstarter              | 6. мар. 2015.       | $600,000    | $860,356        | Игра улога из првог лица. Наставак Ultima Underworld серијала; коју је направио Пол неурат-а и Looking Glass. | Необјављен                         | [ 64 ] [ 65 ] [ 66 ] [ 67 ]                     |
| Project Scissors: NightCry                               | Playism Games                                | Kickstarter              | 23. феб. 2015.      | $300,000    | $314,771        | Хорор игра преживљавања коју је направио Хифуми Коно, креатор Clock Tower серијала и Такаши Шимизу, креатор Ju-on и The Grudge series. Кампања за преношење мобилне игре на PC платформе. Другу кампању води Playism Games после La-Mulana 2. | Необјављен                         | [ 68 ] [ 69 ] [ 70 ]                            |
| Starr Mazer                                              | Imagos Softworks                             | Kickstarter              | 21. феб. 2015.      | $160,000    | $193,566        | Point-and-click авантуристичка игра и 2D скролујућа shoot 'em up игра у научној фантастици. | Необјављен                         | [ 71 ] [ 72 ] [ 73 ]                            |
| Strafe                                                   | Pixel Titans                                 | Kickstarter              | 19. феб. 2015.      | $185,000    | $207,847        | Пуцачка игра из првог лица инспирисана пуцачким играма из првог лица 1990-их година и садржи процедуално генерисане нивое. | Необјављен                         | [ 74 ]                                          |
| Shadowrun: Hong Kong                                     | Harebrained Schemes                          | Kickstarter              | 17. феб. 2015.      | $100,000    | $1,204,726      | Тактичка игра улога за једног играча у Shadowrun универзуму. Хербрајнд Шемесов траћи Kickstarter пројекат након Shadowrun Returns и таблетоп игре Golem Arcana. | 20. авг. 2015.                     | [ 75 ]                                          |
| Drift Stage                                              | Super Systems Softworks                      | Kickstarter              | 8. феб. 2015.       | $30,000     | $57,720         | Аркадна трка са визуелним стилом инспирисаним 80-им годинама. | Необјављен                         | [ 76 ] [ 77 ]                                   |
| Into the Stars                                           | Fugitive Games                               | Kickstarter              | 4. феб. 2015.       | $85,000     | $111,274        | Симулација свемирског летења коју је направио DICE. Музику је направио Џек Вол. | Необјављен                         | [ 78 ]                                          |
| Clannad                                                  | Key                                          | Kickstarter              | 9. јан. 2015.       | $140,000    | $541,161        | Кампања која финансира енглеске локализације. | Необјављен                         | [ 79 ] [ 80 ]                                   |
| Aviary Attorney                                          | Sketchy Logic                                | Kickstarter              | 8. јан. 2015.       | £7,000      | £18,917         | Авантуристичка видео игра у стилу Ace Attorney серијала, садржи јавни домен антропоморфичног уметничког дело Ј.Ј. Грендвил-а. | 22. дец. 2015.                     | [ 81 ] [ 82 ] [ 83 ]                            |
| Blinking Light Win                                       | Arcade Works                                 | Kickstarter              | 6. јан. 2015.       | $15,000     | $44,082         | 72-пинска колекторска замена за Nintendo NES. | Необјављен                         | [ 84 ] [ 85 ]                                   |
| Last Year                                                | James Matthew Wearing                        | Kickstarter              | 19. дец. 2014.      | C$50,000    | C$114,711       | Хорор асиметрична игра за више играча из првог лица. Један играч контролише убицу и мора да убије друге играче. Првобитно потчињена DMCA takedown белешки од власника Friday the 13th, који праве ривалску видео игру. | Необјављен                         | [ 86 ] [ 87 ]                                   |
| Thimbleweed Park                                         | Ron Gilbert & Gary Winnick                   | Kickstarter              | 18. дец. 2014.      | $375,000    | $626,250        | Point-and-click авантуристичка игра коју су створили дизајнери Maniac Mansion-а. | Необјављен                         | [ 88 ]                                          |
| Theresa Duncan CD-ROMs                                   | Rhizome                                      | Kickstarter              | 18. дец. 2014.      | $20,000     | $20,740         | Архивирање, емулирање и хостинг радова видео игара Theresa Duncan, Chop Suey (1995), Smarty (1996) и Zero Zero (1997). | 17. апр. 2015.                     | [ 89 ] [ 90 ] [ 91 ] [ 92 ]                     |
| That Dragon, Cancer                                      | Ryan Green & Josh Larson                     | Kickstarter              | 12. дец. 2014.      | $85,000     | $104,491        | Аутобиографска видео игра из првог лица коју је направио Рајан Грин, приказујући игру кроз Рајанове очи, и прати живот његовог сина са неизлечивим канцером. | Необјављен                         | [ 93 ]                                          |
| Prismata                                                 | Lunarch Studios                              | Kickstarter              | 4. дец. 2014.       | C$140,000   | C$140,000       | Стратегијска игра карата базирана на окрету. | Необјављен                         | [ 94 ]                                          |
| Video Games Live: Level 4                                | Tommy Tallarico                              | Kickstarter              | 29. нов. 2014.      | $150,000    | $187,646        | Четврти албум музике из видео игара коју је направио Video Games Live. Томи Талариков други Kickstarter пројекат после Video Games Live: Level 3 септембра 2013. године. | 18. феб. 2015.                     | [ 95 ]                                          |
| Convoy                                                   | Convoy Games                                 | Kickstarter              | 29. нов. 2014.      | €10,000     | €22,408         | Roguelike видео игра инсипирисана играма Mad Max и FTL: Faster Than Light. | 21. апр. 2015.                     | [ 96 ] [ 97 ]                                   |
| Blood Sport                                              | Brand & Grotesque                            | Kickstarter              | 24. нов. 2014.      | C$250,000   | C$3,390         | Машина за донацију крви изазвана насилним повратним информацијама видео игре. Дизајнирана да охрабри донирање крви на гејмерским догађајима. Кампању је прекинуо Kickstarter пре датума објављивања 3. јануара. | Није финансиран                    | [ 98 ] [ 99 ] [ 100 ]                           |
| You Are Now Earthbound                                   | Fangamer                                     | Kickstarter              | 19. нов. 2014.      | $100,000    | $306,127        | Мултимедијални EarthBound пројект фанова који садржи документарац, приручник, магазин, и музички албум. Постигнути циљеви укључују конвенцију фанова. | Необјављен                         | [ 101 ] [ 102 ]                                 |
| Boss Fight Books: Season Two                             | Gabe Durham                                  | Kickstarter              | 19. нов. 2014.      | $5,000      | $53,186         | Пројекат књига, други серијал књига за видео игре у стилу 33⅓. Друга сезона књига су, Metal Gear Solid коју су написали Anthony and Ashly Burch, Baldur's Gate II коју је написао Мат Бел, Bible Adventures коју је написао Гејб Дјурхам, Spelunky коју је написао Derek Yu, и World of Warcraft коју је написао Данјел Лиси. Гејб Дјурхамов други Kickstarter пројекат после прве сезоне у јулу 2013. године. | 30. мар. 2015. (прва књига)        | [ 103 ]                                         |
| The Black Glove                                          | Day For Night Games                          | Kickstarter              | 7. нов. 2014.       | $550,000    | $216,517        | Интерактивна фикција из првог лица смештена у надреалном театру 1920-их коју је направило особље Irrational Games-а. Развој је стао у мају 2015. године. | Није финансиран                    | [ 104 ] [ 105 ] [ 106 ] [ 107 ] [ 108 ]         |
| The Flame in the Flood                                   | The Molasses Flood                           | Kickstarter              | 7. нов. 2014.       | $150,000    | $251,647        | Roguelike видео игра преживљавања смештена у пост-социјалну Америку коју је направило особље Irrational Games-а. Музику је направио Чак Раган. | Необјављен                         | [ 109 ]                                         |
| Graywalkers: Purgatory                                   | Dreamlords Digital                           | Kickstarter              | 3. нов. 2014.       | $40,000     | $47,305         | Тактичка игра улога у натприродном пост-апокалиптичном окружењу. | Необјављен                         | [ 110 ] [ 111 ]                                 |
| Nevermind                                                | Erin Reynolds                                | Kickstarter              | 3. нов. 2014.       | $75,000     | $76,525         | Видео игра хорор преживљавања са динамичком тежином заснованом на биоповратним информацијама. Четврта кампања финансирања из масе за игру и друга Kickstarter кампања за пројекат, са мањим циљем после неуспеха претходне кампање. | 29. сеп. 2015.                     | [ 112 ]                                         |
| Battle Chef Brigade                                      | Trinket Studios                              | Kickstarter              | 27. окт. 2014.      | $38,000     | $100,344        | 2D фантазијска акциона игра. | Необјављен                         | [ 113 ] [ 114 ]                                 |
| Bedlam                                                   | Skyshine Games                               | Kickstarter              | 25. окт. 2014.      | $130,000    | $166,540        | Тактичка игра улога са roguelike елементима смештеним у пост-апокалиптичној панорами. | 16. сеп. 2015.                     | [ 115 ] [ 116 ]                                 |
| Elegy for a Dead World                                   | Dejobaan Games                               | Kickstarter              | 21. окт. 2014.      | $48,000     | $72,339         | Научно фантастична игра писања. | 10. дец. 2014.                     | [ 117 ]                                         |
| Human Resources                                          | Uber Entertainment                           | Kickstarter              | 20. окт. 2014.      | $1,400,000  | $384,358        | Стратегија у реалном времену која приказује борбу између армије машина Лавкрафтових чпудовишта. Uber-ов други Kickstarter пројекат након Planetary Annihilation септембра 2012. године. Кампања је отказана пре заказаног крајњег датума 4. новембра јер је изгледало да је безуспешна. | Није финансиран                    | [ 118 ] [ 119 ]                                 |
| Pathologic                                               | Ice-Pick Lodge                               | Kickstarter              | 7. окт. 2014.       | $250,000    | $333,127        | Психолошка хорор видео игра. Римејк оригинала из 2005. године од првобитних програмера. Ice-Pick Lodge-ов други Kickstarter пројекат након Knock-Knock у септембру 2012. године. | Необјављен                         | [ 120 ] [ 121 ]                                 |
| Ironcast                                                 | Dreadbit                                     | Kickstarter              | 3. окт. 2014.       | £10,000     | £10,183         | Меч-3 игра слагања која садржи стимпанк механизам. | 26. мар. 2015.                     | [ 122 ] [ 123 ] [ 124 ]                         |
| GX3                                                      | GaymerX                                      | Kickstarter              | 19. сеп. 2014.      | $80,000     | $97,917         | Inclusive играчка конвенција у Сан Франциску. Наследник претодних Kickstarter-ових GaymerX и GaymerX2 конференција. | дец. 2015.                         | [ 125 ] [ 126 ] [ 127 ]                         |
| Night Trap Revamped                                      | Night Trap, LLC                              | Kickstarter              | 10. сеп. 2014.      | $330,000    | $39,843         | HD верзија интерактивног филма из 1992. године. | Није финансиран                    | [ 128 ] [ 129 ] [ 130 ]                         |
| The Sun Also Rises                                       | Horse Volume                                 | Kickstarter              | 6. сеп. 2014.       | $15,000     | $16,443         | Авантуристичка игра у којој се истражује рат над терором базирана на основу налога амеичких сервисера и авганистанских цивила. Део Ouya-иног Free the Games фонда одговара теми. | Необјављен                         | [ 131 ] [ 132 ] [ 133 ]                         |
| Hard West                                                | CreativeForge Games                          | Kickstarter              | 6. сеп. 2014.       | C$70,000    | $94,183         | Тактичка игра заснована на окрету у окружењу чудног запада. | 18. нов. 2015.                     | [ 134 ]                                         |
| Elysian Shadows                                          | Elysian Shadows Team                         | Kickstarter              | 31. авг. 2014.      | $150,000    | $185,322        | 2D игра улога инсирисана 16-bit ером. Део Ouya-иног Free the Games фонда одговара теми. | Необјављен                         | [ 135 ] [ 136 ]                                 |
| Cyberith Virtualizer                                     | Cyberith                                     | Kickstarter              | 31. авг. 2014.      | $250,000    | $361,452        | Уређај који личи на траку за рчање у свим правцима која се користи заједно са наочарима за виртуелну реалност као што је Oculus Rift. | Необјављен                         | [ 137 ] [ 138 ] [ 139 ]                         |
| Jotun                                                    | William Dubé                                 | Kickstarter              | 21. авг. 2014.      | $50,000     | $64,265         | Акциона видео игра у којој се играчи супротсављају Јотуну из нордијске митологије, смештена у процедуално генерисаним нивоима. | 29. сеп. 2015.                     | [ 140 ]                                         |
| The Deer God                                             | Josh Presseisen                              | Kickstarter              | 23. јул. 2014.      | $26,000     | $51,953         | 2.5D платформна игра. Играчи контролишу јелена кроз процедуално генерисане нивое. | 27. феб. 2015.                     | [ 141 ] [ 142 ] [ 143 ]                         |
| Areal                                                    | West Games                                   | Kickstarter              | 22. јул. 2014.      | $50,000     | $64,928         | Пуцачина из првог лица смештена у пост-апокалиптичном open world-у. Духовни наследник S.T.A.L.K.E.R. серијала којег су направили неки од оригиналних програмера. Програмери су критиковани због претеране повезаности са S.T.A.L.K.E.R. серијалом и злоупотребе својих средстава. Кампања је отказана пре свог крајњег датума објављивања 24. јула због непоштовања Kickstarter-ових правила. | Није финансиран                    | [ 144 ] [ 145 ] [ 146 ] [ 147 ]                 |
| Sunset                                                   | Tale of Tales                                | Kickstarter              | 17. јул. 2014.      | $25,000     | $67,636         | Интерактивна фикција из првог лица смештена у револуцији 1970-их година у Јужној Америци. | 21. мај. 2015.                     | [ 148 ]                                         |
| Control VR                                               | The Control VR Team                          | Kickstarter              | 5. јул. 2014.       | $250,000    | $442,227        | Одело за видео игре које прати покрете играча и тиме играч контролише игру. Подржава наочаре за виртуелну стварност. | Необјављен                         | [ 149 ] [ 150 ]                                 |
| Twilight Struggle                                        | GMT Games                                    | Kickstarter              | 4. јул. 2014.       | $50,000     | $391,047        | Среатегија заснована на окрету која је дигитална верзија друштвене игре Cold War. | Необјављен                         | [ 151 ] [ 152 ]                                 |
| ANTVR Kit                                                | ANTVR                                        | Kickstarter              | 23. јун. 2014.      | $200,000    | $260,834        | Комплет који садржи наочаре за виртуелну стварност и контролер за видео игре. | Необјављен                         | [ 153 ] [ 154 ]                                 |
| Superhot                                                 | Superhot Team                                | Kickstarter              | 14. јун. 2014.      | $100,000    | $250,798        | Пуцачина из првог лица где време тече само када се играч креће. | Необјављен                         | [ 155 ]                                         |
| Red Goddess                                              | Yanim Studio                                 | Kickstarter              | 6. јун. 2014.       | $30,000     | $40,235         | 2.5D Metroidvania игра. Друга кампања након што у првој KS није успео да достигне свој циљ финансирања. | 30. јун. 2015.                     | [ 156 ] [ 157 ]                                 |
| Codemancer                                               | Robert Lockhart                              | Kickstarter              | 28. мај. 2014.      | $12,000     | $52,725         | Образовна видео игра која учи играче како да програмирају. | Необјављен                         | [ 158 ] [ 159 ]                                 |
| A History of the Great Empires of Eve Online             | Andrew Groen                                 | Kickstarter              | 25. мај. 2014.      | $12,500     | $95,729         | Пројекат књиге које прати историју коју играч изазива у првих десет година Eve Online. | Необјављен                         | [ 160 ] [ 161 ]                                 |
| Amplitude                                                | Harmonix                                     | Kickstarter              | 23. мај. 2014.      | $775,000    | $844,107        | Музичка видео игра. Наставак игре Amplitude коју су направили њени првобитни аутори, екслузивно за PlayStation платформе. | Необјављен                         | [ 162 ] [ 163 ]                                 |
| DieselStormers                                           | Black Forest Games                           | Kickstarter              | 23. мај. 2014.      | $50,000     | $52,931         | 2.5D фантазијска "трчи и пицај" видео игра са кооперативним мултиплејером. Друга Kickstarter кампања за игру која се пре звала Project Ravensdale. | Необјављен                         | [ 164 ]                                         |
| Exogenesis: Perils of Rebirth                            | Kwan                                         | Kickstarter              | 22. мај. 2014.      | $32,000     | $56,288         | Авантуристичка игра и визуелни роман инспирисан Ace Attorney-јем и Zero Escape-ом. | Необјављен                         | [ 165 ]                                         |
| The Old City                                             | PostMod Softworks                            | Kickstarter              | 21. мај. 2014.      | $32,000     | $13,567         | Истраживачка игра из првог лица. Кампања је отказана пре крајњег датума објављивања 28. маја јер је изгледала безуспешно. Након тога се поделила у епизодичном формату, прва епизода - The Old City: Leviathan је објављена у децембру 2014. године. | 13. дец. 2014. (прва епизода)      | [ 166 ] [ 167 ] [ 168 ]                         |
| Heart Forth, Alicia                                      | Alonso Martin                                | Kickstarter              | 16. мај. 2014.      | $60,000     | $232,365        | Metroidvania игра улога инспирисана видео играма 1990-их година. | Необјављен                         | [ 169 ]                                         |
| Technolust                                               | Iris V.R.                                    | Kickstarter              | 10. мај. 2014.      | C$30,000    | C$64,477        | Сајберпанк авантуристичка игра искључиво за уређаје за виртуелну стварност као што је Oculus Rift. | Необјављен                         | [ 170 ] [ 171 ]                                 |
| Last Life                                                | Sam Farmer                                   | Kickstarter              | 9. мај. 2014.       | $75,000     | $103,058        | Авантуристичка игра у ноир окружењу научне фантастике. Објавио ју је Double Fine Productions. | Необјављен                         | [ 172 ] [ 173 ] [ 174 ] [ 175 ]                 |
| Storium                                                  | Storium / Stephen Hood                       | Kickstarter              | 9. мај. 2014.       | $25,000     | $251,362        | Колаборативна платформа која прича причу и садржи фикционе универзуме које су направили Jason Morningstar, Nancy Holder и остали. Циљеви укључују фикиционе универзуме из Mur Lafferty, Saladin Ahmed, Elizabeth Bear, Steve Jackson Games и Champions универзума међу другима. | Необјављен                         | [ 176 ] [ 177 ] [ 178 ]                         |
| Armello                                                  | League of Geeks                              | Kickstarter              | 8. мај. 2014.       | A$200,000   | A$305,360       | . Дигитална фантазијска друштвена игра улога. | 1. сеп. 2015.                      | [ 179 ]                                         |
| Outcast Reboot HD                                        | Fresh3D                                      | Kickstarter              | 7. мај. 2014.       | $600,000    | $268,964        | Open world фантазијска акционо-авантуристичка игра. HD издање игре Outcast од њених оригиналних програмера. | Није финансиран                    | [ 180 ] [ 181 ]                                 |
| Treachery in Beatdown City                               | Shawn Alexander Allen                        | Kickstarter              | 7. мај. 2014.       | $49,000     | $50,473         | Игра улога заснована на окрету у 2D пиксел уметности bуеаt 'em up стилу. Друга Kickstarter кампања за игру због неуспеха прве кампање. | Необјављен                         | [ 182 ] [ 183 ] [ 184 ]                         |
| Shaq-Fu: A Legend Reborn                                 | Big Deez Productions                         | Indiegogo                | 5. мај. 2014.       | $450,000    | $473,884        | Кампања флексибилног финансирања. Акциона видео игра у којој глуми Шакил Онил. Наставак оригинала из 1994. године. Кампања је продужена за још две недеље после свог крајњег датума 20. апила. | Необјављен                         | [ 185 ] [ 186 ] [ 187 ] [ 188 ]                 |
| Prodigy                                                  | Hanakai Studio                               | Kickstarter              | 2. мај. 2014.       | $100,000    | $212,194        | Фантазијско тактичка игра улога која се игра са Skylanders стилом NFC фигуринама на физичкој табли за играње. | Необјављен                         | [ 189 ]                                         |
| Serpent in the Staglands                                 | Whalenought Studios                          | Kickstarter              | 26. апр. 2014.      | $10,000     | $28,058         | Фантазијска игра улога у стилу Baldur's Gate серијала. | 28. мај. 2015.                     | [ 190 ]                                         |
| Hero Generations                                         | Heart Shaped Games                           | Kickstarter              | 26. апр. 2014.      | $32,000     | $46,190         | Фантазијска стратегија заснована на окрету. Побољшана верзија фејсбук игре. Део Ouya-иног Free the Games фонда одговара теми. | 10. апр. 2015.                     | [ 191 ] [ 192 ] [ 193 ] [ 194 ] [ 195 ]         |
| Hex Heroes                                               | Prismatic Games                              | Kickstarter              | 24. апр. 2014.      | $80,000     | $86,946         | Стратегија у реалном времену која садржи асиметрични кооепративни мултиплејер и подршку за Wii U GamePad. | Необјављен                         | [ 196 ]                                         |
| Choice Chamber                                           | OneMrBean                                    | Kickstarter              | 21. апр. 2014.      | $30,000     | $35,612         | Видео игра са 2D акционом платформом која се игра преко видео стриминг мреже Twitch, укључује интеракцију публике у стилу сличном као у Twitch Plays Pokémon-у. Игру је делимично финансирао сам Twitch. | 16. јул. 2015.                     | [ 197 ] [ 198 ] [ 199 ] [ 200 ]                 |
| Chaos Reborn                                             | Julian Gollop                                | Kickstarter              | 17. апр. 2014.      | $180,000    | $210,854        | Стратегија заснована на окрету. Наставак игре Chaos: The Battle of Wizards од њених оригиналних дизајнера. Видео карактеристике кампање подржава Ken Levine. | 26. окт. 2015.                     | [ 201 ] [ 202 ] [ 203 ] [ 204 ] [ 205 ]         |
| JetGetters                                               | tinyBuild                                    | Kickstarter              | 16. апр. 2014.      | $50,000     | $51,707         | Акциона игра ваздушне борбе за више играча инспирисана акробацијама из игара Just Cause 2 и Battlefield 3. Друга Kickstarter кампања коју је направио tinyBuild после игре No Time to Explain у мају 2011. године. Кампања је отказана пре крајњег датума објављивања 18. априла упркос постизања свог циља након што је програмер обезбедио финансирање издавача. | Необјављен                         | [ 206 ] [ 207 ] [ 208 ]                         |
| AdvertCity                                               | VoxelStorm                                   | Kickstarter              | 15. апр. 2014.      | £1,200      | £4,477          | Сајберпанк tycoon игра рекламирања. | 17. апр. 2015.                     | [ 209 ]                                         |
| Dead Synchronicity: Tomorrow Comes Today                 | Fictiorama Studios                           | Kickstarter              | 12. апр. 2014.      | $45,000     | $51,501         | Point-and-click авантуристичка игра у пост-апокалиптичном окружењу. | 10. апр. 2015.                     | [ 210 ]                                         |
| Earthlock: Festival of Magic                             | Snowcastle Games                             | Kickstarter              | 11. апр. 2014.      | $150,000    | $178,193        | Игра улога заснована на окрету. Друга Kickstarter кампања за игру, са нижим циљем после неуспеха прве кампање. | Необјављен                         | [ 211 ] [ 212 ]                                 |
| Dragon Fin Soup                                          | Grimm Bros                                   | Kickstarter              | 11. апр. 2014.      | $24,000     | $119,719        | Игра улога смештена у свету инспирисаном бајком са roguelike елементима. | 3. нов. 2015.                      | [ 213 ]                                         |
| Duelyst                                                  | Counterplay Games                            | Kickstarter              | 10. апр. 2014.      | $68,000     | $137,708        | Стратегија заснована на окрету која је фокусирана на заједничку игру два играча. | Необјављен                         | [ 214 ] [ 215 ] [ 216 ] [ 217 ]                 |
| Frog Fractions 2                                         | Twinbeard                                    | Kickstarter              | 9. апр. 2014.       | $60,000     | $72,107         | Комедијска видео игра. Комерцијални наставак за бесплатну Frog Fractions игру у прегледачу. | Необјављен                         | [ 218 ] [ 219 ] [ 220 ]                         |
| Planets³                                                 | Cubical Drift                                | Kickstarter              | 6. апр. 2014.       | $250,000    | $310,708        | 3D open world игра улога заснована на вокселу. | Необјављен                         | [ 221 ] [ 222 ] [ 223 ]                         |
| Age of Ascent                                            | Illyriad Games                               | Kickstarter              | 4. апр. 2014.       | $150,000    | $4,810          | MMO свемирска трговина и симулатор борбе коју су направили програмери велике MMO стратегије Illyriad. Кампања је отказана пре свог крајњег датума објављивања 14. априла јер је изгедала безуспешно. | Необјављен                         | [ 224 ]                                         |
| Celestian Tales: Old North                               | Ekuator Games                                | Kickstarter              | 2. апр. 2014.       | NZ$30,000   | NZ$60,630       | Игра улога заснована на окрету. Друга Kickstarter кампања за игру, са нижим циљем после неуспеха прве кампање. | 11. авг. 2015.                     | [ 225 ] [ 226 ]                                 |
| PrioVR                                                   | YEI Technology                               | Kickstarter              | 31. мар. 2014.      | $75,000     | $322,103        | Одело за видео игре које прати покрете играча и тиме играч контролише игру. Подржава наочаре за виртуелну стварност. Друга Kickstarter кампања за уређај, са нижим циљем после неуспеха прве кампање. | Необјављен                         | [ 227 ] [ 228 ]                                 |
| Oscar                                                    | Team Sharkeye                                | Kickstarter              | 29. мар. 2014.      | C$40,000    | C$40,814        | Игра 2D платформе где се истражује забринутост у детињству. | Необјављен                         | [ 229 ] [ 230 ] [ 231 ]                         |
| GaymerX2                                                 | GaymerX                                      | Kickstarter              | 25. мар. 2014.      | $10,000     | $24,298         | Gaymer конвенција Сан Франциску. Трећа Kickstarter кампања GaymerX-а после GaymerCon августа 2012. године и Read Only Memories у децембру 2013. године. Конвенција је одржана у јулу 2014. године. | јул. 2014.                         | [ 232 ]                                         |
| The Book of Unwritten Tales 2                            | King Art Games                               | Kickstarter              | 23. мар. 2014.      | $65,000     | $171,593        | Point-and-click авантуристичка игра у окружењу фантазијске комедије. Наставак игре The Book of Unwritten Tales коју су направили њени оригинални програмери. King Art Games-ов други Kickstarter пројекат после игре Battle Worlds: Kronos у априлу 2013. године. | 20. феб. 2015.                     | [ 233 ]                                         |
| Treachery in Beatdown City                               | Shawn Alexander Allen                        | Kickstarter              | 15. мар. 2014.      | $50,000     | $21,342         | Игра улога заснована на окрету у 2D пиксел уметности bуеаt 'em up стилулу. | Није финансиран                    | [ 234 ] [ 235 ] [ 236 ] [ 237 ] [ 238 ] [ 239 ] |
| Darkest Dungeon                                          | Red Hook Studios                             | Kickstarter              | 14. мар. 2014.      | $75,000     | $313,337        | Roguelike игра улога са пузањем по тамницама и борби базираној на окрету. | 20. јан. 2016.                     | [ 240 ]                                         |
| Tabletop Simulator                                       | Berserk Games                                | Kickstarter              | 13. мар. 2014.      | $10,000     | $37,403         | 3D симулација игара за столове са подршком за модове. Проширени циљеви дозвољавају castAR, Oculus Rift, и подршку за модове. | 5. јун. 2015.                      | [ 241 ]                                         |
| Nevermind                                                | Erin Reynolds                                | Kickstarter              | 7. мар. 2014.       | $250,000    | $129,615        | Видео игра хорор преживљавања са динамичком тежином заснованом на биоповратним информацијама. Трећа кампања финансирања из масе за игру, прва Kickstarter кампања за игру после две кампање на Indiegogo-у. | 29. сеп. 2015.                     | [ 242 ] [ 243 ] [ 244 ] [ 245 ]                 |
| La-Mulana 2                                              | Playism Games                                | Kickstarter              | 23. феб. 2014.      | $200,000    | $266,670        | Акционо авантуристичка игра 2D платформе. Наставак игре La-Mulana коју су направили њени оригинални креатори. | Необјављен                         | [ 246 ] [ 247 ]                                 |
| Pantheon: Rise of the Fallen                             | Visionary Realms                             | Kickstarter              | 22. феб. 2014.      | $800,000    | $460,657        | Фантазијски MMORPG који је направио Brad McQuaid, дизајнер игре EverQuest. | Необјављен                         | [ 248 ] [ 249 ]                                 |
| Kingdom Come: Deliverance                                | Warhorse Studios                             | Kickstarter              | 20. феб. 2014.      | £300,000    | £1,106,371      | Open world игра улога из првог лица у средњовековном окружењу. Успех финансирања и масе ће дозволити Warhorse Studios приступ спољној инвестицији Зденека Бакала. | Необјављен                         | [ 250 ] [ 251 ]                                 |
| Outerlands: Season One                                   | Area 5                                       | Kickstarter              | 15. феб. 2014.      | $210,000    | $247,481        | Документарни видео серијал који испитује културу видео игара. Направио га је тим који стоји иза The 1UP Show, I am Street Fighter и Grounded: The Making of The Last of Us. | Необјављен                         | [ 252 ] [ 253 ] [ 254 ]                         |
| Unsung Story: Tale of the Guardians                      | Playdek                                      | Kickstarter              | 14. феб. 2014.      | $600,000    | $660,126        | Фантазијска тактичка игра улога коју је направио Јасуми Мацуно, директор игре Final Фантазијска Tactics. | Необјављен                         | [ 255 ] [ 256 ]                                 |
| Mega Man: The Board Game                                 | Jasco Games                                  | Kickstarter              | 19. јан. 2014.      | $70,000     | $415,041        | Пројекат друштвене игре, у којем се појављује званично лиценцирани Mega Man лик. | Необјављен                         | [ 257 ] [ 258 ]                                 |
| Contradiction: Spot the Liar!                            | Tim Follin                                   | Kickstarter              | 17. јан. 2014.      | £3,000      | £4,010          | Авантуристичка игра убиства и мистерије представљена кроз FMV. | 10. јул. 2015.                     | [ 259 ]                                         |
| Diplopia                                                 | James Blaha                                  | Indiegogo                | 12. јан. 2014.      | $2,000      | $20,535         | Флексибилна кампања финансирања. Видео игра виртуелне стварности дизајнирана да поврати стерео визију у играчима са амблиопијом или страбисмусом. Kickstarter-ова забрана медицинских производа је довела до лансирања пројеката на Indiegogo уместо тога. | Необјављен                         | [ 260 ] [ 261 ]                                 |
| Reset                                                    | Theory Interactive                           | Indiegogo                | 23. дец. 2013.      | €65,000     | €71,398         | Научно фантастична видео игра слагања из првог лица. Играчи се морају вратити кроз време да би решили загонетке своје прошлости. | Необјављен                         | [ 262 ] [ 263 ]                                 |
| 1979 Revolution: Black Friday                            | iNK Stories                                  | Kickstarter              | 16. дец. 2013.      | $395,000    | $304,741        | Акционо авантуристичка видео игра смештена у Техерану 1979. године током Иранске Револуције. Упркос неуспеха Kickstarter-ове кампање, финансирање из масе ће се наставити као независна кампања. | Није финансиран                    | [ 264 ] [ 265 ] [ 266 ] [ 267 ] [ 268 ] [ 269 ] |
| Lisa                                                     | Austin Jorgensen                             | Kickstarter              | 14. дец. 2013.      | $7,000      | $16,492         | 2D игра улога у пост-апокалиптичном окружењу. Музику за игру је направио Џејк Кауфман. | 15. дец. 2014.                     | [ 270 ]                                         |
| Hand of Fate                                             | Defiant Development                          | Kickstarter              | 13. дец. 2013.      | A$50,000    | A$54,095        | Дигитална фантазијска видео игра мењања карата са елементима акционе игре улога. Ијан Ливингстон је гостујући дизајнер. | 17. феб. 2015.                     | [ 271 ]                                         |
| Read Only Memories                                       | GaymerX                                      | Kickstarter              | 13. дец. 2013.      | $62,064     | $64,378         | Сајберпанк авантуристичка игра у стилу пиксел уметности која садржи in геј ликове. Део Ouya-иног Free the Games фонда одговара теми. Други Kickstarter-ов пројекат од GaymerX после GaymerCon у августу 2015. године. | 6. окт. 2015.                      | [ 272 ]                                         |
| Dex                                                      | Dreadlocks Ltd.                              | Kickstarter              | 12. дец. 2013.      | £14,000     | £30,647         | Акциона видео игра улога у којој се скролује са стране смештена у сајберпанк свету. | 7. мај. 2015.                      | [ 273 ]                                         |
| Sega Mega Drive/Genesis: Collected Works                 | Darren Wall                                  | Kickstarter              | 9. дец. 2013.       | £30,000     | £98,725         | Пројекат књиге. Документарна илустрациона књига која прати историју Sega Mega Drive/Genesis. Дарен Волов други Kickstarter пројекат после Sensible Software 1986–1999 у октобру 2012. године. | 6. нов. 2014.                      | [ 274 ]                                         |
| Wings: Remastered                                        | Cinemaware                                   | Kickstarter              | 9. дец. 2013.       | $85,000     | $91,380         | HD идање Амига игре Wings из 1990. године. Ово прати претходну 350.000 америчких долара вредну Kickstarter-ову кампању из 2012. године. | 17. окт. 2014.                     | [ 275 ] [ 276 ] [ 277 ]                         |
| Festival of Magic                                        | Snowcastle Games                             | Kickstarter              | 9. дец. 2013.       | $250,000    | $49,286         | Фантазијска игра улога заснована на окрету. Кампања је отказана пре њеног крајњег датума 21. децембра. Прва Kickstarter кампања за игру. | Необјављен                         | [ 278 ]                                         |
| Stasis                                                   | Christopher Bischoff                         | Kickstarter              | 7. дец. 2013.       | $100,000    | $132,523        | Point-and-click научно фантастична хорор видео игра представљена у изометричној перспективи. | 31. авг. 2015.                     | [ 279 ]                                         |
| Dyscourse                                                | Owlchemy Labs                                | Kickstarter              | 6. дец. 2013.       | $40,000     | $44,134         | Авантуристичка видео игра преживљавања која се фокусира на преживеле од пада авиона. | 25. мар. 2015.                     | [ 280 ]                                         |
| The Mandate                                              | Perihelion Interactive                       | Kickstarter              | 2. дец. 2013.       | $500,000    | $701,010        | Свемирско оперска игра улога која има процедуално генерисани садржај. | Необјављен                         | [ 281 ] [ 282 ]                                 |
| Ever, Jane                                               | Judy L. Tyrer                                | Kickstarter              | 2. дец. 2013.       | $100,000    | $109,563        | Бесплатни MMORPG смештен у регентском периоду, инспирисан радом Џејн Остин. | Необјављен                         | [ 283 ] [ 284 ] [ 285 ]                         |
| Paradise Lost: First Contact                             | Asthree Works                                | Kickstarter              | 1. дец. 2013.       | $70,000     | $144,960        | 2D научно фантастична акционо авантуристичка игра где играч контролише живот ванземаљца из заробљене истраживачке инсталације на Земљи. | Необјављен                         | [ 286 ] [ 287 ]                                 |
| Lords of Xulima                                          | Numantian Games                              | Kickstarter              | 29. нов. 2013.      | $10,000     | $35,657         | Фантазијска видео игра улога. | 14. нов. 2014.                     | [ 288 ]                                         |
| The Escapists                                            | Mouldy Toof Studios                          | Kickstarter              | 28. нов. 2013.      | £3,000      | £7,131          | Загонетна игра улога, где играч мора да побегне из низа затвора. Моулди Труфова друга Kickstarter кампања после Spud's Quest-а у новемру 2012. године. | 13. феб. 2015.                     | [ 289 ]                                         |
| Wrestling with Pixels: The World Tour of Wrestling Games | Botched Productions                          | Kickstarter              | 27. нов. 2013.      | $18,000     | $26,278         | Пројекат књиге. Прати и каталогира историју рвачких видео игара. | Необјављен                         | [ 290 ] [ 291 ] [ 292 ]                         |
| Drone                                                    | Evolution Controllers                        | Kickstarter              | 23. нов. 2013.      | $30,000     | $54,057         | Блутут џојстик дизајниран првенствено за мобилне уређаје. Друга Kickstarter-ова кампања за џојстик, са нижим циљем после неуспеха прве кампање. Испоручен је присталицама у марту 2014. године. | Необјављен                         | [ 293 ] [ 294 ]                                 |
| Secrets of Rætikon                                       | Broken Rules                                 | Indiegogo                | 22. нов. 2013.      | $20,000     | $13,612         | Флексибилна кампања финансирања. 2D акционо авантуристичка игра. Играч контролише птицу која лети и истражује Алпе. | 17. апр. 2014.                     | [ 295 ]                                         |
| Night in the Woods                                       | Infinite Fall                                | Kickstarter              | 22. нов. 2013.      | $50,000     | $209,375        | 2D авантуристичка игра коју су направили Алек Холовка и Скот Бенсон. | Необјављен                         | [ 296 ]                                         |
| Sentris                                                  | Samantha Kalman                              | Kickstarter              | 21. нов. 2013.      | $50,000     | $56,631         | Загонетна музичка видео игра. | 12. авг. 2015.                     | [ 297 ]                                         |
| Boogerman 20th Anniversary                               | Toy Ghost                                    | Kickstarter              | 20. нов. 2013.      | $375,000    | $40,252         | HD наставак Mega Drive-ове акционо платформске игре Boogerman: A Pick and Flick Adventure са скроловањем са стране из 1994. године коју су направили њени оригинални креатори. | Није финансиран                    | [ 298 ] [ 299 ]                                 |
| Scale                                                    | Steve Swink                                  | Kickstarter              | 16. нов. 2013.      | $87,000     | $108,020        | Видео игра слагања из првог лица где играчи манипулишу величином објеката у игри. | Необјављен                         | [ 300 ] [ 301 ] [ 302 ] [ 303 ] [ 304 ] [ 305 ] |
| Obduction                                                | Cyan Worlds                                  | Kickstarter              | 16. нов. 2013.      | $1,100,000  | $1,321,306      | Авантуристичка видео игра из првог лица, спиритуални наследник Myst серијала од оригиналних креатора. | Необјављен                         | [ 306 ]                                         |
| castAR                                                   | Technical Illusions                          | Kickstarter              | 14. нов. 2013.      | $400,000    | $1,052,110      | Наочаре за повећану и виртуелну стварност које су дизајнирали Џери Елсворт и Рик Џонсон. Ослањају се на технологију Valve корпорације. Видео за кампању ради Бри Петис. | Необјављен                         | [ 307 ] [ 308 ]                                 |
| ColecoVision                                             | Rantmedia Games                              | Kickstarter              | 8. нов. 2013.       | $250,000    | $8,966          | Официјелно лиценцирани ColecoVision емулатор. | Није финансиран                    | [ 309 ] [ 310 ]                                 |
| The Phoenix Project - City of Titans                     | Missing Worlds Media                         | Kickstarter              | 4. нов. 2013.       | $320,000    | $678,189        | MMORPG са темом суперхероја. Спиритуални наследник игре City of Heroes од стране чланова њиховог удружења.. | Необјављен                         | [ 311 ] [ 312 ]                                 |
| HuniePop                                                 | Ryan Koons                                   | Kickstarter              | 1. нов. 2013.       | $20,000     | $53,536         | Match-3 matching-sim за одрасле. | 19. јан. 2015.                     | [ 313 ]                                         |
| RimWorld                                                 | Tynan Sylvester                              | Kickstarter              | 1. нов. 2013.       | C$20,000    | C$268,132       | Научно фантастична видео игра конструкције и симулације управљања постављена на колонији ван света. | Необјављен                         | [ 314 ] [ 315 ] [ 316 ]                         |
| Cosmic Star Heroine                                      | Zeboyd Games                                 | Kickstarter              | 31. окт. 2013.      | $100,000    | $132,689        | 2D научно фантастична игра улога инспирисана 16-bit-ном ером. Zeboyd Games-ова друга Kickstarter кампања, после Cthulhu Saves the World у фебруару 2011. године. | Необјављен                         | [ 317 ] [ 318 ] [ 319 ]                         |
| 0 A.D.                                                   | Wildfire Games                               | Indiegogo                | 20. окт. 2013.      | $160,000    | $33,251         | Кампања флексибилног финансирања. Историјска стратегија у реалном времену отвореног кода. | Необјављен                         | [ 320 ] [ 321 ]                                 |
| SC2VN                                                    | Team Eleven Eleven                           | Kickstarter              | 18. окт. 2013.      | $7,000      | $8,370          | Визуелни роман коју приказује Америчка eSports професионална искуства у Јужнокореској Starcraft II сцени. | 7. сеп. 2015.                      | [ 322 ] [ 323 ] [ 324 ] [ 325 ] [ 326 ] [ 327 ] |
| Citizens of Earth                                        | Eden Industries                              | Kickstarter              | 16. окт. 2013.      | C$100,000   | C$36,875        | Игра улога са комедијском нарацијом. Други Kickstarter пројекат Eden индустрија након Waveform-а у јануару 2012. године. Упркос неуспелим циљевима кампање, објављују уговор са Atlus-ом и објављују игру у јануару 2015. | 22. јан. 2015.                     | [ 328 ]                                         |
| PrioVR                                                   | YEI Technology                               | Kickstarter              | 18. окт. 2013.      | $225,000    | $111,237        | Одело за видео игре које прати покрете играча и тиме играч контролише игру. Подржава наочаре за виртуелну стварност као што је Oculus Rift. Прва Kickstarter кампања за уређај. | Није финансиран                    | [ 228 ] [ 329 ]                                 |
| The Long Dark                                            | Hinterland                                   | Kickstarter              | 16. окт. 2013.      | C$200,000   | C$256,217       | Видео игра преживљавања из првог лица смештена у пост-апокалиптичној зими. | Необјављен                         | [ 330 ]                                         |
| Contagion                                                | Monochrome                                   | Kickstarter              | 13. окт. 2013.      | $50,000     | $87,384         | Зомби пуцачина из првог лица. Спиритуални наследник игре Zombie Panic! Source коју су направили њени оригинални креатори. | 11. апр. 2014.                     | [ 331 ]                                         |
| Hyper Light Drifter                                      | Heart Machine                                | Kickstarter              | 12. окт. 2013.      | $27,000     | $645,158        | Акциона игра улога која комбинује елементе игара The Legend of Zelda: A Link to the Past и Diablo. | Необјављен                         | [ 332 ]                                         |
| STEM System                                              | Sixense                                      | Kickstarter              | 12. окт. 2013.      | $250,000    | $604,978        | Одело за видео игре које прати покрете играча и тиме играч контролише игру. Подржава наочаре за виртуелну стварност као што је Oculus Rift. Еволуција технологије коју покреће Razer Hydra. | Необјављен                         | [ 333 ] [ 334 ] [ 335 ]                         |
| City Ransom: Underground                                 | Conatus Creative                             | Kickstarter              | 9. окт. 2013.       | C$180,000   | C$217,643       | 2D beat 'em up игра улога која је званично лиценцирана да прати City Ransom. | Необјављен                         | [ 336 ] [ 337 ] [ 338 ]                         |
| The Fall                                                 | Over The Moon                                | Kickstarter              | 9. окт. 2013.       | C$17,000    | C$38,155        | 2.5D научно фантастична акциона авантура. | 30. мај. 2014.                     | [ 339 ]                                         |
| Light                                                    | Just a Pixel                                 | Kickstarter              | 6. окт. 2013.       | £20,000     | £5,673          | 2D видео игра шуњања из "горе-доле" перспективе. Кампања је отказана пре свог крајњег датума објављивања 10. октобра након што је добила спољну инвестицију од Team17. | 14. јул. 2014.                     | [ 340 ] [ 341 ]                                 |
| Shantae: Half-Genie Hero                                 | WayForward Technologies                      | Kickstarter, Independent | 4. окт. 2013.       | $400,000    | $947,937        | 2D акциона платформер видео игра и четврти улаз за Shantae серијал. Од укупне суме, $776,084 је подигнуто на Kickstarter-у. | Необјављен                         | [ 342 ] [ 343 ]                                 |
| Sunless Sea                                              | Failbetter Games                             | Kickstarter              | 3. окт. 2013.       | £60,000     | £100,803        | 2D игра преживљавања и истраживања из "горе-доле" перспективе смештена у фикционом универзуму палог Лондона. | 6. феб. 2015.                      | [ 344 ] [ 345 ] [ 346 ]                         |
| Mighty No. 9                                             | Comcept                                      | Kickstarter, Independent | 1. окт. 2013.       | $900,000    | $4,031,550      | 2D акциона платформер видео игра од креатора Mega Man, Кеиџи Инафунеа. Од укупне суме, $3,845,171 је подигнуто на Kickstarter-у. | Необјављен                         | [ 347 ] [ 348 ]                                 |
| The Mysterious Cities of Gold: Secret Paths              | Ynnis Interactive                            | Kickstarter              | 30. сеп. 2013.      | $30,000     | $46,680         | Загонетна авантура заснована на The Mysterious Cities of Gold TV серијалу. Кампања за финансирање локализација изван домаће Француске. | 21. нов. 2013.                     | [ 349 ]                                         |
| Neverending Nightmares                                   | Matt Gilgenbach                              | Kickstarter              | 29. сеп. 2013.      | $99,000     | $106,722        | Психолошки хорор са темама менталне болести. Део Ouya-иног Free the Games фонда одговара теми. | 26. сеп. 2014.                     | [ 350 ]                                         |
| Man vs. Snake                                            | Andrew Seklir & Tim Kinzy                    | Kickstarter              | 21. сеп. 2013.      | $53,470     | $61,440         | Документарни филм пројект који прати такмичење и да би поставио најбољи резултат на Nibbler-у. У видеу кампање се налазе Walter Day и Billy Mitchell Поред осталих. Премијера је била на Fantastic Fest-у 2015. године. | 27. окт. 2015.                     | [ 351 ] [ 352 ]                                 |
| Awesomenauts: Starstorm                                  | Ronimo Games                                 | Kickstarter, Independent | 18. сеп. 2013.      | $125,000    | $407,765        | Садржај који се може преузети са интернета за MOBA-у базирану на платформи. Ronimo се окренуо Kickstarter након банкрота првобитног издавача игре. Од укупне суме, $345,835 је подигнуто на Kickstarter-у. | 16. окт. 2014.                     | [ 353 ]                                         |
| Video Games Live: Level 3                                | Tommy Tallarico                              | Kickstarter              | 13. сеп. 2013.      | $250,000    | $285,081        | Трећи албум музике за видео игре од Video Games Live. | 7. феб. 2014.                      | [ 354 ] [ 355 ]                                 |
| Project Phoenix                                          | Creative Intelligence Arts                   | Kickstarter              | 11. сеп. 2013.      | $100,000    | $1,014,600      | Јапанска игра улога заснован на тимској игри и RTS дизајну игре, од ветерана програмера. Музику је направио Nobuo Uematsu. | Необјављен                         | [ 356 ]                                         |
| StarCraft Universe                                       | Upheaval Arts                                | Kickstarter              | 10. сеп. 2013.      | $80,000     | $84,918         | MMORPG мод за Star Craft II. | Необјављен                         | [ 357 ] [ 358 ] [ 359 ]                         |
| Edo Superstar                                            | Jed Henry                                    | Kickstarter              | 5. сеп. 2013.       | $65,000     | $67,764         | Борилачка игра улога која садржи антропометричне играче у Јапанском ukiyo-e стилу. Џед Хенријев други Kickstarter пројекат након Ukiyo-e Heroes у августу 2012. године. | Необјављен                         | [ 360 ] [ 361 ]                                 |
| Paranautical Activity                                    | Code Avarice                                 | Kickstarter              | 3. сеп. 2013.       | $10,000     | $12,540         | Roguelike пуцачка игра из првог лица. | 20. окт. 2014.                     | [ 362 ]                                         |
| Every Day is Play                                        | Matthew Kenyon                               | Kickstarter              | 1. сеп. 2013.       | £26,000     | £35,737         | Пројекат књига. Књига за сто за кафу која слави уметност, дизајн и инспирацију из видео игара. Има допринос eBoy-а, Jamie Adenuga-е, и Wil Overton-а поред осталих. | 14. сеп. 2014.                     | [ 363 ] [ 364 ] [ 365 ]                         |
| Choosatron                                               | Jerry Belich                                 | Kickstarter              | 30. авг. 2013.      | $22,000     | $75,080         | Twine игра која игра термални штампач. Послата је пратиоцима у јануару 2015. године. | 9. јан. 2015.                      | [ 366 ] [ 367 ] [ 368 ]                         |
| Fran Bow                                                 | Killmonday Games                             | Indiegogo                | 30. авг. 2013.      | $20,000     | $28,295         | Point-and-click авантуристичка играwса хорор темом. | 27. авг. 2015.                     | [ 369 ] [ 370 ]                                 |
| Revolution 60                                            | Giant Spacekat                               | Kickstarter              | 30. авг. 2013.      | $5,000      | $12,728         | Научно фантастична видео игра улога. | 12. јул. 2012.                     | [ 371 ]                                         |
| Monochroma                                               | Nowhere Studios                              | Kickstarter              | 24. авг. 2013.      | $80,000     | $84,644         | Загонетна платформна видео игра смештена у црно-белом дистопијанском свету. | 28. мај. 2014.                     | [ 372 ]                                         |
| Shadow of the Eternals                                   | Precursor Games                              | Kickstarter              | 23. авг. 2013.      | $750,000    | $323,950        | Видео игра преживљавајућег хорора, духовни наследник игре Eternal Darkness: Sanity's Requiem коју су направили Денис Дајак и остали чланови оригиналног тима. Друга кампања финансирања из масе са нижим циљем након неуспеха прве кампање. Пројекат је стављен на неодређено чекање у септембру 2013. године. | Необјављен                         | [ 373 ] [ 374 ] [ 375 ]                         |
| Food Battle: The Game                                    | Smosh                                        | Indiegogo                | 23. авг. 2013.      | $250,000    | $259,247        | Кампања флексибилног финансирања. Акционо авантуристичка видео игра заснована на Smosh-овим серијалима Борбе Храном. | 19. нов. 2014.                     | [ 376 ] [ 377 ]                                 |
| Chroma Squad                                             | Behold Studios                               | Kickstarter              | 21. авг. 2013.      | $55,000     | $97,148         | Тактичка видео игра улога инспирисана Super Sentai TV шоуом у стилу пиксел уметности. | 30. апр. 2015.                     | [ 378 ]                                         |
| Gods Will Be Watching                                    | Deconstructeam                               | Indiegogo                | 15. авг. 2013.      | €8,000      | €20,385         | Point-and-click авантуристичка игра са фокусом на етичке дилеме. Комерцијални римејк и експанзија бесплатног HTML5 оригинала, који је узео друго место на Ludum Dare 26 такмичењу игара. Издавач Devolver Digital је обећао да ће уклопити укупно финансирање из масе у договор издавања који је објављен у току кампање. | 24. јул. 2014.                     | [ 379 ] [ 380 ]                                 |
| 7 Days to Die                                            | The Fun Pimps Entertainment                  | Kickstarter              | 15. авг. 2013.      | $200,000    | $507,612        | Open world пуцачка видео игра из првог лица преживљавања са зомбијима. | Необјављен                         | [ 381 ]                                         |
| Project Ravensdale                                       | Black Forest Games                           | Kickstarter              | 15. авг. 2013.      | $500,000    | $72,203         | 2.5D фантазијски "трчи и пуцај" кооперативни мултиплејер. Кампања је отказана пре свог крајњег датума објављивања 16. августа јер је изгледала безуспешно. Прва Kickstarter кампања за игру. Black Forest-ов други Kickstarter пројекат после Project Giana у августу 2012. године. | Необјављен                         | [ 382 ]                                         |
| Tangiers                                                 | Alex Harvey                                  | Kickstarter              | 14. авг. 2013.      | £35,000     | £42,006         | Видео игра шуњања смештена у свету мрачне фантазује инспирисана авангардом 20. века. | Необјављен                         | [ 383 ] [ 384 ] [ 385 ] [ 386 ]                 |
| Yatagarasu Attack on Cataclysm                           | Yatagarasu Dev Team                          | Indiegogo                | 11. авг. 2013.      | $68,000     | $118,243        | Кампања флексибилног финансирања. Борилачка видео игра коју су направили програмери из The King of Fighters-а. | 7. јул. 2015.                      | [ 387 ] [ 388 ]                                 |
| Celestian Tales: Old North                               | Ekuator Games                                | Kickstarter              | 10. авг. 2013.      | $40,000     | $24,021         | Јапанска видео игра улога заснована на окрету. Прва Kickstarter кампања за игру. | 11. авг. 2015.                     | [ 389 ] [ 390 ]                                 |
| Warmachine: Tactics                                      | Privateer Press Interactive                  | Kickstarter              | 10. авг. 2013.      | $550,000    | $1,578,950      | Фантазијска тактичка видео игра заснована на окрету смештена у Warmachine универзуму. | 20. нов. 2014.                     | [ 391 ] [ 392 ]                                 |
| Precinct                                                 | Jim Walls                                    | Kickstarter              | 6. авг. 2013.       | $500,000    | $85,756         | Графичка авантуристичка видео игра. Духовни наследник Police Quest серијала; напаравили су је Џим Волс и остали чланови оригиналног тима. Кампања је отказана пре свог крајњег датума објављивања 16. августа јер је изгледала безуспешно. | Није финансиран                    | [ 393 ] [ 394 ]                                 |
| Liege                                                    | Coda Games                                   | Kickstarter              | 28. јул. 2013.      | $15,000     | $81,458         | Тактичка видео игра улога инспирисана 16-bit ером | Необјављен                         | [ 395 ] [ 396 ]                                 |
| Satellite Reign                                          | 5 Lives Studios                              | Kickstarter              | 28. јул. 2013.      | £350,000    | £461,333        | Стратегија у реалном времену у сајберпанк окружењу коју је направио директор Syndicate Wars-а, Мајк Дискет. | 28. авг. 2015.                     | [ 397 ] [ 398 ]                                 |
| Undertale                                                | Toby Fox                                     | Kickstarter              | 24. јул. 2013.      | $5,000      | $51,124         | Видео игра улога. | 15. сеп. 2015.                     | [ 399 ]                                         |
| Omni                                                     | Virtuix                                      | Kickstarter              | 22. јул. 2013.      | $150,000    | $1,109,351      | Трака за ходање у свим правцима која подржава наочаре за виртуелну стварност као што је Oculus Rift. | Необјављен                         | [ 400 ]                                         |
| Pinball Arcade: Terminator 2 Judgment Day                | FarSight Studios                             | Kickstarter              | 21. јул. 2013.      | $59,000     | $62,360         | Дигитализација и лиценцирање филма Terminator 2: Judgment Day за The Pinball Arcade. FarSight Studios-ов трећа Kickstarter кампања. | 31. авг. 2013.                     | [ 401 ] [ 402 ]                                 |
| Megatokyo Visual Novel Game                              | Fred Gallagher                               | Kickstarter              | 18. јул. 2013.      | $20,000     | $299,184        | Визуелни роман заснован на Megatokyo веб стрипу. | Необјављен                         | [ 403 ] [ 404 ]                                 |
| The Question Block Lamp                                  | 8-Bit Lit                                    | Kickstarter              | 18. јул. 2013.      | $100,000    | $131,479        | Лустер инспирисан кутијом са знаком питања из Super Mario серијала. | 2013.                              | [ 405 ] [ 406 ] [ 407 ]                         |
| Dark Matter                                              | Interwave Studios                            | Kickstarter              | 18. јул. 2013.      | £50,000     | £6,227          | 2.5D научно фантастична акционо авантуристичка видео игра. Након неуспеха кампање, Interwave отпушта развојни тим. Овјављена је као скраћена верзија у октобру 2013. године. | 17. окт. 2013.                     | [ 408 ] [ 409 ] [ 410 ]                         |
| Frontiers                                                | Lars Simkins                                 | Kickstarter              | 17. јул. 2013.      | $50,000     | $157,381        | Open world фантазијска видео игра улога из првог лица са фокусом на истраживање. Друга кампања финансирања из масе, на Kickstarter-у уместо наi Indiegogo-у, и нижим циљем због неуспеха прве кампање. | Необјављен                         | [ 411 ] [ 412 ]                                 |
| Soul Saga                                                | Disastercake                                 | Kickstarter              | 15. јул. 2013.      | $60,000     | $195,528        | 3D игра улога инспирисана PlayStation ером. | Необјављен                         | [ 413 ] [ 414 ]                                 |
| Ozombie                                                  | Spicy Horse                                  | Kickstarter              | 14. јул. 2013.      | $950,000    | $141,513        | Акционо авантуристичка видео игра смештена у Оз универзуму; направио ју је American McGee-јев Spicy Horse студио. Касније је преименована Oz Action Adventure. Кампања је отказана пре свог крајњег датума објављивања 5. августа јер је изгледала безуспешно. Како Kickstarter дозвољава креаторима да имају само једну кампању у тренутку, то је ослободило Spicy Horse да покрене кампању за филм Alice: Otherlands. Права филма су била доступна само у кратком временском периоду, а Ozombie би могао бити остварен неког каснијег датума. | Није финансиран                    | [ 415 ] [ 416 ] [ 417 ]                         |
| H-Hour: World's Elite                                    | David Sears                                  | Kickstarter              | 7. јул. 2013.       | $200,000    | $252,662        | Тактичка пуцачина из првог лица. Духовни наследник SOCOM серијала, којег је направо њен првобитни креатор. | Необјављен                         | [ 418 ]                                         |
| Tobuscus Adventures: Wizards!                            | Toby Turner                                  | Indiegogo                | 5. јул. 2013.       | $240,000    | $642,416        | Кампања флексибилног финансирања. Видео игра заснована на Тоби Турнеровом Tobuscus видео серијалу. | 19. мар. 2015.                     | [ 419 ]                                         |
| Boss Fight Books                                         | Gabe Durham                                  | Kickstarter              | 2. јул. 2013.       | $5,000      | $45,429         | Пројект књиге, покреће серију књига о видео играма у стилу 33⅓. Првој сезони књига припадају EarthBound од Кен Баумана, Galaga од Мајкл Кимбола, ZZT од Ане Антропи, Super Mario Bros. 2 од Џон Ирвина, и Jagged Alliance 2 од Дариус Каземиа. | 15. јан. 2014. (прва књига)        | [ 420 ]                                         |
| A Vampyre Story: Year One                                | Autumn Moon Entertainment                    | Kickstarter              | 1. јул. 2013.       | $200,000    | $77,413         | Графичко авантуристичка видео игра коју је направио Бил Тилер, претходник игре A Vampyre Story. | Није финансиран                    | [ 421 ]                                         |
| The Untold History of Japanese Game Developers           | John Szczepaniak                             | Kickstarter              | 30. јун. 2013.      | £50,000     | £70,092         | Пројекат књиге који прати историју јапанских видео игара кроз интервјуе са њиховим програмерима. | 26. авг. 2014.                     | [ 422 ] [ 423 ] [ 424 ]                         |
| ARAIG                                                    | ARAIG                                        | Kickstarter              | 30. јун. 2013.      | $900,000    | $126,625        | Уређај који се може носити са захтевом за повратну информацију и електричном стимулацијом мишића у за употребу са видео играма. | Није финансиран                    | [ 425 ] [ 426 ]                                 |
| A Hat in Time                                            | Gears for Breakfast                          | Kickstarter              | 28. јун. 2013.      | $30,000     | $296,360        | Игра 3Д платформе инспирисана Nintendo 64 ером видео игара као што су Super Mario 64 и Banjo-Kazooie. | Необјављен                         | [ 427 ]                                         |
| Massive Chalice                                          | Double Fine Productions                      | Kickstarter              | 27. јун. 2013.      | $725,000    | $1,229,015      | Фантазијска тактичка видео игра заснована на окрету. Double Fine Productions-ова друга Kickstarter кампања, после Double Fine Adventureу марту 2012. године. | 1. јун. 2015.                      | [ 428 ]                                         |
| Armikrog                                                 | Pencil Test Studios                          | Kickstarter              | 27. јун. 2013.      | $900,000    | $974,578        | Графичко авантуристичка видео игра. Духовни наследник анимације направљене од глине, The Neverhood-а; коју је направио Doug TenNapel и остали чланови оригиналног тима. | 30. сеп. 2015.                     | [ 429 ] [ 430 ]                                 |
| Unrest                                                   | Pyrodactyl Games                             | Kickstarter              | 27. јун. 2013.      | $3,000      | $36,251         | Видео игра улога смештена у древној Индији услед побуне. | 23. јул. 2014.                     | [ 431 ]                                         |
| Video Games: The Movie                                   | Mediajuice Studios                           | Kickstarter              | 18. јун. 2013.      | $60,000     | $107,235        | Документарни филм пројект који прати историју видео игара и културу. Други погон финансирања из масе је био за трошкове пост-продукције. | 15. јул. 2014.                     | [ 432 ]                                         |
| Pixel Press                                              | Roundthird                                   | Kickstarter              | 14. јун. 2013.      | $100,000    | $108,950        | Апликација за мобилне уређаје која претвара дизајн оловке и папира у 2D платформну игру. | 30. апр. 2014.                     | [ 433 ]                                         |
| Spintires                                                | Oovee Game Studios                           | Kickstarter              | 13. јун. 2013.      | £40,000     | £60,935         | Off-road симулатор вожње. | 13. јун. 2014.                     | [ 434 ]                                         |
| Frontiers                                                | Lars Simkins                                 | Indiegogo                | 10. јун. 2013.      | $80,000     | $10,356         | Open world фантазијска видео игра улога из првог лица са фокусом на истраживање. Прва кампања финансирања из масе за игру. Кампања је отказана пре свог крајњег датума објављивања 1. јула јер је изгледала безуспешно. | Није финансиран                    | [ 435 ] [ 436 ]                                 |
| Energy Hook                                              | Happion Laboratories                         | Kickstarter              | 9. јун. 2013.       | $1          | $41,535         | Акциона видео игра са механиком љуљања ужета коју је направио технички директор игре Spider-Man 2. Постављени циљ је 1 америчких долара да би опонашало кампању флексибилног финансирања. | Необјављен                         | [ 437 ] [ 438 ]                                 |
| Hex: Shards of Fate                                      | Cryptozoic Entertainment                     | Kickstarter              | 7. јун. 2013.       | $300,000    | $2,278,255      | MMO фантазијска дигитална игра размене карата. | Необјављен                         | [ 439 ] [ 440 ]                                 |
| Delta Six                                                | David Kotkin                                 | Kickstarter              | 7. јун. 2013.       | $100,000    | $198,185        | Џојстик у облику пиштоља са осећајем за покрет, уграђен на Arduino платформи. Друга Kickstarter кампања за џојстик, са нижим циљем нако неуспеха прве кампање. | Необјављен                         | [ 441 ] [ 442 ] [ 443 ]                         |
| Shadow of the Eternals                                   | Precursor Games                              | Kickstarter, Independent | 6. јун. 2013.       | $1,350,000  | $284,000        | Хорор видео игра преживљавања, духовни наследник Eternal Darkness: Sanity's Requiem коју је направио Денис Дајак и остали чланови оригиналног тима. Кампања је отказана пре свог крајњег датума објављивања 19. јуна. Прва кампања финансирања из масе за игру. Од тоталне суме, $128,039 је подигнуто на Kickstarter-у. | Није финансиран                    | [ 444 ] [ 445 ] [ 446 ] [ 447 ]                 |
| The Stomping Land                                        | Alex Fundora                                 | Kickstarter              | 6. јун. 2013.       | $20,000     | $114,060        | Open world мултиплејер игра преживљавања у праисторијском свету насељеном диносаурусима. | Необјављен                         | [ 448 ] [ 449 ] [ 450 ] [ 451 ]                 |
| Downloadable Content: The Return                         | Penny Arcade                                 | Kickstarter              | 31. мај. 2013.      | $10         | $230,360        | Оживљавање Penny Arcade-овог серијала Садржаја који се може преузети од подкеста. Постављени циљ је 10 америчких долара да би опонашало кампању флексибилног финансирања. Penny Arcade-ов други Kickstarter пројекат, после Penny Arcade Sells Out у августу 2012. године. | 2013.                              | [ 452 ] [ 453 ]                                 |
| Sissyfight 2000 Returns                                  | Team Sissyfight                              | Kickstarter              | 31. мај. 2013.      | $20,000     | $22,735         | Мултиплејер стратегија базирана на окрету. Бесплатно лиценцирани HTML5 римејк оригинала. | Необјављен                         | [ 454 ] [ 455 ] [ 456 ]                         |
| Tug                                                      | Nerd Kingdom                                 | Kickstarter              | 31. мај. 2013.      | $215,000    | $293,184        | Open world фантазијска видео игра улога са елементима прављења. | Необјављен                         | [ 457 ] [ 458 ] [ 459 ] [ 460 ] [ 461 ]         |
| Stonehearth                                              | Radiant Entertainment                        | Kickstarter              | 30. мај. 2013.      | $120,000    | $751,920        | Фантазијска стратегија у реалном времену са подршком за модове. | Необјављен                         | [ 462 ] [ 463 ] [ 464 ]                         |
| Jagged Alliance: Flashback                               | Full Control                                 | Kickstarter              | 23. мај. 2013.      | $350,000    | $368,614        | Тактичка игра улога, претходник оригиналне игре Jagged Alliance. | 21. окт. 2014.                     | [ 465 ] [ 466 ] [ 467 ]                         |
| The Realm                                                | Atomhawk Design & Lantern Interactive        | Kickstarter              | 22. мај. 2013.      | £195,000    | £94,527         | Point-and-click авантуристичка игра окружењу фантазије будућности. Након неуспеха кампање на Kickstarter-овој УК платформи, Atomhawk је обећао да ће пратити кампању користећи Kickstarter-ову Америчку платформу и његове шире опције плаћања. | Није финансиран                    | [ 468 ] [ 469 ]                                 |
| Guns of Icarus Online — Adventure Mode                   | Muse Games                                   | Kickstarter              | 21. мај. 2013.      | $100,000    | $198,741        | Стимпанк мултиплејер видео игра борбе авиона заснована на тимској игри. Духоцни наследник игре Guns of Icarus. Друга успешна Kickstarter кампања за игру, која је допринела експанзијама за авантуристички мод игре. | Необјављен                         | [ 470 ]                                         |
| Ghost of a Tale                                          | Lionel Gallat                                | Indiegogo                | 20. мај. 2013.      | €45,000     | €48,700         | Акционо авантуристичка видео игра коју је направио Лионел Галат, директор анимације за филм Despicable Me. | Необјављен                         | [ 471 ]                                         |
| Among the Sleep                                          | Krillbite Studio                             | Kickstarter              | 18. мај. 2013.      | $200,000    | $248,358        | Хорор видео игра преживљавања из првог лица виђена очима детета. | 29. мај. 2014.                     | [ 472 ]                                         |
| DreadOut                                                 | Digital Happiness                            | Indiegogo                | 15. мај. 2013.      | $25,000     | $29,067         | Кампања флексибилног финансирања. Хорор видео игра преживљавања из првог лица смештена у смештена у програмеровој родној Индонезији. Прво издање је издато у мају 2014. године, а друго и коначно издање је издато у фебруару 2015. године. | 15. мај. 2014.                     | [ 473 ]                                         |
| Road Redemption                                          | DarkSeas Games                               | Kickstarter, Independent | 12. мај. 2013.      | $160,000    | $182,791        | Саобраћајна борба у тркачкој видео игри мотоцикла инспирисана серијалом Road Rash. Од укупне суме, $173,803 је подигнуто на Kickstarter-у. | Необјављен                         | [ 474 ] [ 475 ] [ 476 ]                         |
| Chasm                                                    | Discord Games                                | Kickstarter              | 12. мај. 2013.      | $150,000    | $191,897        | 2D платформна авантуристичка игра која садржи процедуално генерисане Metroid-like пећине у стилу пиксел уметности. | Необјављен                         | [ 477 ] [ 478 ]                                 |
| C-Wars                                                   | Onipunks                                     | Kickstarter              | 11. мај. 2013.      | $32,000     | $95,574         | Roguelike научно фантастична стратегија у реалном времену у стилу пиксел уметности. | Необјављен                         | [ 479 ] [ 480 ] [ 481 ]                         |
| GTFO                                                     | Shannon Sun-Higginson                        | Kickstarter              | 10. мај. 2013.      | $20,000     | $33,706         | Документарни филм пројекат који испитује мушку доминацију у видео играма. Премијера је била 2015. године на South by Southwest фестивалу. | 14. мар. 2015.                     | [ 482 ]                                         |
| Risk of Rain                                             | hopoo                                        | Kickstarter              | 8. мај. 2013.       | $7,000      | $30,480         | Roguelike платформна научно фантастична видео игра. | 8. нов. 2013.                      | [ 483 ]                                         |
| Camelot Unchained                                        | City State Entertainment                     | Kickstarter              | 2. мај. 2013.       | $2,000,000  | $2,232,933      | MMORPG која садржи механику царство против царства. Успех Kickstarter-а је дозовлио City State Entertainment-у да обезбеди још 3 америчких долара mил приватног финансирања. | Необјављен                         | [ 484 ] [ 485 ]                                 |
| Battle Worlds: Kronos                                    | King Art Games                               | Kickstarter              | 28. апр. 2013.      | $120,000    | $260,235        | Стратегијска видео игра заснована на окрету. | 4. нов. 2013.                      | [ 486 ] [ 487 ]                                 |
| Divinity: Original Sin                                   | Larian Studios                               | Kickstarter              | 26. апр. 2013.      | $400,000    | $944,282        | Видео игра улога, претходник игре Divine Divinity. | 30. јун. 2014.                     | [ 488 ]                                         |
| From Bedrooms to Billions                                | Nicola Caulfield & Anthony Caulfield         | Kickstarter              | 26. апр. 2013.      | £18,000     | £60,550         | Документарни филм пројекат који прати историју индустрије видео игара Уједињеног Краљевства. Друга успешна кампања финансирања из масе за филм, доприносећи трошковима пост-продукције. Премијера је била на 2014 EGX. | 3. окт. 2014.                      | [ 489 ]                                         |
| Buddy & Me                                               | Sunbreak Games                               | Kickstarter              | 20. апр. 2013.      | $40,000     | $42,093         | Видео игра бескрајног тркача. | 25. сеп. 2013.                     | [ 490 ] [ 491 ]                                 |
| Consortium                                               | Interdimensional Games                       | Kickstarter              | 18. апр. 2013.      | $50,000     | $70,435         | Научно фантастична Видео игра улога из првог лица са нарацијом из четвтог зида. Друга Kickstarter кампања за игру, са нижим циљем после неуспеха прве кампање. | 8. јан. 2014.                      | [ 492 ] [ 493 ]                                 |
| Shovel Knight                                            | Yacht Club Games                             | Kickstarter              | 13. апр. 2013.      | $75,000     | $311,502        | 2D платформска акциона видео игра инсиприсаном ликом Mega Man-а и осталим играма из 8-bit ере. | 26. јун. 2014.                     | [ 494 ]                                         |
| J.U.L.I.A. Enhanced Edition                              | CBE Software                                 | Indiegogo                | 12. апр. 2013.      | $5,000      | $14,120         | Авантуристичка видео игра. Побољшани римејк научно фантастичне видео игре J.U.L.I.A. из 2012. године од њених оригиналних програмера. Објављена је као J.U.L.I.A. Among the Stars. | 12. окт. 2014.                     | [ 495 ]                                         |
| Pulse                                                    | Team Pixel Pi                                | Kickstarter              | 12. апр. 2013.      | $75,000     | $80,977         | Видео игра преживљавања из првог лица у којој је протагониста слепи човек који се креће светом помоћу ехолокације. | 20. окт. 2015.                     | [ 496 ] [ 497 ] [ 498 ]                         |
| Shroud of the Avatar: Forsaken Virtues                   | Portalarium                                  | Kickstarter, Independent | 7. апр. 2013.       | $1,000,000  | $2,067,246      | Фантазијска видео игра улога коју је направио Ричард Гериот. Од укупне суме, $1,919,275 је подигнуто на Kickstarter-у. | Необјављен                         | [ 499 ] [ 500 ]                                 |
| SoundSelf                                                | Robin Arnott                                 | Kickstarter              | 7. апр. 2013.       | $29,060     | $36,766         | Интерактивна визуелизација звука у односу на певање играча. | Необјављен                         | [ 501 ] [ 502 ] [ 503 ] [ 504 ] [ 505 ] [ 506 ] |
| Torment: Tides of Numenera                               | inXile entertainment                         | Kickstarter, Independent | 5. апр. 2013.       | $900,000    | $4,188,927      | Фантазијска видео игра улога. Игра Project Eternity је успела као највуше финансирана Kickstarter-ова видео игра. Успела је помоћу игре Bloodstained: Ritual of the Night у јуну 2015. године. Укључујућу приватне присталице, пројекат је подигао преко 4,5 милиона америчких долара. InXile-ов други Kickstarter пројекат, после игре Wasteland 2 у априлу 2012. године. | Необјављен                         | [ 507 ] [ 508 ]                                 |
| 90's Arcade Racer                                        | Pelikan13                                    | Kickstarter              | 18. феб. 2013.      | £10,000     | £16,039         | 3D аркадна трка и духовни наследник аркадних ткачких видео игракао што су Daytona, Outrun и Scud Race. | Необјављен                         | [ 509 ]                                         |
| The World's Biggest Wordsearch Puzzle                    | Supersonic Software                          | Kickstarter              | 27. мар. 2013.      | £5,000      | £2,816          | Загонетна видео игра тражења речи. Упркос неуспеха циљева своје кампање, игра је објављена у јуну 2013. године. | јун. 2013.                         | [ 510 ] [ 511 ]                                 |
| Keep Skullgirls Growing                                  | Lab Zero Games                               | Indiegogo                | 27. мар. 2013.      | $150,000    | $828,768        | Кампања за финансирање додатних ликова као садржај који се може преузети онлајн за видео игру Skullgirls. Постизање проширеног циља од 725.000 америчких долара је дало тиму Fighting Is Magic бесплатну лиценцу за Lab Zero's Z-Engine. | авг. 2013. (први лик)              | [ 512 ]                                         |
| Mage's Initiation: Reign of the Elements                 | Himalaya Studios                             | Kickstarter              | 23. мар. 2013.      | $65,000     | $125,174        | Хибрид авантуристичке видео игре и акционе видео игре улога где играчи узимају улогу шегрта мага. | Необјављен                         | [ 513 ]                                         |
| There Came an Echo                                       | Iridium Studios                              | Kickstarter              | 21. мар. 2013.      | $90,000     | $115,569        | Стратегија у реалном времену која се контролише помоћу гласа у којој глуми Вил Витон. Iridium Studios-ов друга Kickstarter кампања након Sequence у 2010. години. | 24. феб. 2015.                     | [ 514 ]                                         |
| Train Fever                                              | Urban Games                                  | Gambitious               | 20. мар. 2013.      | €250,000    | €250,000        | Кампања капиталног финансирања из масе. 50% прихода игре ће бити враћено помагачима. Кампања је затворена када је достигла циљни износ пре крајњег заказаног датума 31. марта. Видео игра симулације бизниса која се фоусира на пругу. | 4. сеп. 2014.                      | [ 515 ] [ 516 ]                                 |
| Riot                                                     | Team Riot                                    | Indiegogo                | 16. мар. 2013.      | $15,000     | $36,139         | Кампања флексибилног финансирања. Riot-ова видео игра симулације инспирисана стварним догађајима. | Необјављен                         | [ 517 ] [ 518 ] [ 519 ]                         |
| Back to Bed                                              | Bedtime Digital Games                        | Kickstarter              | 16. мар. 2013.      | $12,000     | $13,312         | Загонетна видео игра смештена у надреалној сцени из снова | 6. авг. 2014.                      | [ 520 ] [ 521 ]                                 |
| Throw Trucks With Your Mind!                             | Lat Ware                                     | Kickstarter              | 14. мар. 2013.      | $40,000     | $47,287         | Пуцачка игра из првог лица која се контролише помоћу уређаја NeuroSky која ради путем мисли. | Необјављен                         | [ 522 ] [ 523 ] [ 524 ] [ 525 ]                 |
| Dreamfall Chapters: The Longest Journey                  | Red Thread Games                             | Kickstarter              | 10. мар. 2013.      | $850,000    | $1,538,425      | Епизодична авантуристичка видео игра, трећа игра серијала The Longest Journey. | 21. окт. 2014. (прва епизода)      | [ 526 ]                                         |
| At the Gates                                             | Conifer Games                                | Kickstarter              | 8. мар. 2013.       | $40,000     | $106,283        | Стратегија заснована на окрету коју је дизајнирао Џон Шафер. Играчи контролишу варварско племе за време пада римског царства. | Необјављен                         | [ 527 ] [ 528 ]                                 |
| Race the Sun                                             | Flippfly                                     | Kickstarter              | 7. мар. 2013.       | $20,000     | $21,579         | Видео игра бескрајног тркача. | 19. авг. 2013.                     | [ 529 ]                                         |
| Death Inc.                                               | Ambient Studios                              | Kickstarter              | 6. мар. 2013.       | £300,000    | £122,711        | Видео игра стратегије у реалном времену, играчи преузимају улогу смрти. Због неуспеха кампање, Ambient Studios је покушао да придобије средства тако што ће продавати алфа приступ игри. Ово такође није успело да подигне потребна средства, и Ambient Studios се угасио у априлу 2013. године. | Није финансиран                    | [ 530 ] [ 531 ]                                 |
| Factorio                                                 | Tomas Kozelek, Marwin Kovarex, Kasia Mazurek | Indiegogo                | 3. мар. 2013.       | €17,000     | €21,626         | Научно фантастична стратегија у реалном времену. Играчи морају да прикупљају ресурсе и граде фабрике на ванземаљском свету. | Необјављен                         | [ 532 ]                                         |
| Monsters Ate My Birthday Cake                            | SleepNinja Games                             | Kickstarter              | 16. феб. 2013.      | $15,000     | $26,096         | Загонетна авантруристичка видео игра. | 1. јул. 2014.                      | [ 533 ]                                         |
| Freedom Planet                                           | GalaxyTrail / Strife                         | Kickstarter              | 14. феб. 2013.      | $2,000      | $25,472         | 2D платформна игра инспирисана 16-bit ером. | 21. јул. 2014.                     | [ 534 ]                                         |
| Unwritten: That Which Happened                           | Roxlou Games                                 | Kickstarter              | 13. феб. 2013.      | $75,000     | $78,017         | Стратегија заснована на окрету са елементима приче. Првобитно је објављивање заказано за август 2013. године. У јануару 2014. године, најављено је да ће се развој игре наставити само као споредни пројекат са неодређеним датумом објављивања. | Необјављен                         | [ 535 ] [ 536 ] [ 537 ]                         |
| Wildman                                                  | Gas Powered Games                            | Kickstarter              | 11. феб. 2013.      | $1,100,000  | $504,120        | Акциона игра улога коју је дизајнирао Крис Тејлор. Кампања је отказана пре свог крајњег датума објављивања 15. фебруара јер је изгледала безуспешно. 14. фебуара, Wargaming.net је купио Gas Powered Games. | Није финансиран                    | [ 538 ] [ 539 ] [ 540 ]                         |
| Neocolonialism                                           | Subaltern Games                              | Kickstarter              | 3. феб. 2013.       | $10,000     | $11,049         | Стратегија заснована на окрету и кртика неолибералне економије. | 4. нов. 2013.                      | [ 541 ]                                         |
| Akaneiro: Demon Hunters                                  | Spicy Horse                                  | Kickstarter              | 2. феб. 2013.       | $200,000    | $204,680        | Бесплатна акциона игра улога инспирисана Little Red Riding Hood-ом и јапанском митологијом коју је направио American McGee-ов Spicy Horse студио. | 31. јан. 2013.                     | [ 542 ]                                         |
| GameStick                                                | PlayJam                                      | Kickstarter              | 1. феб. 2013.       | $100,000    | $647,658        | Играчка конзола засноавана на андроиду. Испоручена је присталицама кампање у августу 2013. године . | 15. нов. 2013.                     | [ 543 ]                                         |
| GCW Zero                                                 | Justin Barwick                               | Kickstarter              | 29. јан. 2013.      | $130,000    | $238,498        | Преносива конзола за видео игре базирана на Линуксу. | авг. 2013. (почела шпедиција)      | [ 544 ]                                         |
| Radio the Universe                                       | 6e6e6e                                       | Kickstarter              | 24. јан. 2013.      | $12,000     | $81,719         | Акциона игра улога инспирисана 16-bit ером у мрачној научно фантастичној фантазији. | Необјављен                         | [ 545 ] [ 546 ]                                 |
| Coming Out on Top                                        | Obscura                                      | Kickstarter              | 21. јан. 2013.      | $5,000      | $38,601         | Видео игра упознавања само за геј мушке односе са садржајем за одрасле. | 11. дец. 2014.                     | [ 547 ] [ 548 ] [ 549 ] [ 550 ] [ 551 ] [ 552 ] |
| Legends of Dawn                                          | Aurofinity & Dreamatrix                      | Kickstarter              | 18. јан. 2013.      | $25,000     | $46,536         | Open world фантазијска видео игра улога. | 27. јун. 2013.                     | [ 553 ]                                         |
| Pathfinder Online                                        | Goblinworks                                  | Kickstarter              | 14. јан. 2013.      | $1,000,000  | $1,091,194      | MMORPG у Pathfinder Roleplaying Game универзуму. Друга успешна Kickstarter кампања за игру која доприноси пуну верзију. | Необјављен                         | [ 554 ] [ 555 ]                                 |
| Full Bore                                                | Whole Hog Games                              | Kickstarter              | 13. јан. 2013.      | $12,500     | $16,383         | 2D загонетна видео игра. | 6. мај. 2014.                      | [ 556 ] [ 557 ]                                 |
| Maia                                                     | Simon Roth                                   | Indiegogo                | 6. јан. 2013.       | $500        | $11,435         | Игра управљања свемирским колонијама, коју су инспирисали Dungeon Keeper и Dwarf Fortress. Друга успешна кампања финансирања из масе за игру. Допуна за првобитну Kickstarter кампању која користи Indiegogo да прихвати залог преко PayPal-а. Упркос остваривања циља од 500, америчких долара даљи проширени циљеви нису остварени. | Необјављен                         | [ 558 ] [ 559 ]                                 |
| Elite: Dangerous                                         | Frontier Developments                        | Kickstarter              | 4. јан. 2013.       | £1,250,000  | £1,578,316      | Симулатор свемирске трговине и борбе, четврта игра у Elite серијалу. Највећи циљ финансирања који је усео на Kickstarter-у. | 16. дец. 2014.                     | [ 560 ] [ 561 ]                                 |
| Phonejoy Play                                            | Phonejoy                                     | Kickstarter              | 3. јан. 2013.       | $50,000     | $69,859         | Блутут џојстик дизајниран пре свега за мобилне уређаје. | апр. 2014.                         | [ 562 ] [ 563 ] [ 564 ]                         |
| War for the Overworld                                    | Subterranean Games                           | Kickstarter              | 3. јан. 2013.       | £150,000    | £211,371        | Стратегија у реалном времену коју је инспирисао Dungeon Keeper. | 2. апр. 2015.                      | [ 565 ]                                         |
| The Ship: Full Steam Ahead                               | Blazing Griffin                              | Kickstarter              | 30. дец. 2012.      | £128,000    | £18,247         | Стимпанк пуцачка игра из првог лица. Наставак игре The Ship од стране чланова оригиналног тима. | Није финансиран                    | [ 566 ] [ 567 ]                                 |
| Barkley 2                                                | Tale of Game's Studios                       | Kickstarter              | 28. дец. 2012.      | $35,000     | $120,335        | Комедијска акциона игра улога. Наставак бесплатне видео игре Barkley, Shut Up and Jam: Gaiden. | Необјављен                         | [ 568 ]                                         |
| Richard & Alice                                          | Owl Cave                                     | Indiegogo                | 23. дец. 2012.      | $2,000      | $2,000          | Кампања флексибилног финансирања. Point-and-click авантуристичка игра смештена у пост-апокалиптичној будућности. | 21. феб. 2013.                     | [ 569 ]                                         |
| Limit Theory                                             | Josh Parnell                                 | Kickstarter              | 22. дец. 2012.      | $50,000     | $187,865        | Симулатор свемирске трговине и борбе са процедуално генерисаним универзумима. | Необјављен                         | [ 570 ] [ 571 ]                                 |
| Dizzy Returns                                            | The Oliver Twins                             | Kickstarter              | 21. дец. 2012.      | £350,000    | £25,620         | Загонетна платформна видео игра. Десета игра у Dizzy серијалу. | Није финансиран                    | [ 572 ] [ 573 ]                                 |
| Godus                                                    | 22Cans                                       | Kickstarter              | 21. дец. 2012.      | £450,000    | £526,563        | Видео игра богова коју је дизајнирао Питер Молине. | Необјављен                         | [ 574 ]                                         |
| Legend of Dungeon                                        | RobotLovesKitty                              | Kickstarter              | 16. дец. 2012.      | $5,000      | $32,999         | Roguelike фантазијска beat 'em up видео игра са кооперативним мултиплејером. | 13. сеп. 2013.                     | [ 575 ] [ 576 ] [ 577 ]                         |
| Consortium                                               | Interdimensional Games                       | Kickstarter              | 18. дец. 2012.      | $200,000    | $9,667          | Научно фантастична Видео игра улога из првог лица са нарацијом из четвртог зида. Кампања је отказана пре свог крајњег датума објављивања 31. децембра. Прва Kickstarter кампања за игру. | 8. јан. 2014.                      | [ 493 ] [ 578 ]                                 |
| Retro Game Crunch                                        | Shaun Inman                                  | Kickstarter              | 12. дец. 2012.      | $60,000     | $66,694         | Комилација 6 видео игара инсирисаних ретром. Прва игра је објављена подржаваоцима кампање у фебруару 2013. године. Комплетна компилација је објављена у марту 2014. године. | 4. мар. 2014.                      | [ 579 ] [ 580 ] [ 581 ] [ 582 ]                 |
| Fist of Awesome                                          | Nicoll Hunt                                  | Kickstarter              | 10. дец. 2012.      | £5,000      | £11,808         | 2D beat 'em up видео игра у стилу пиксел уметности. | 15. окт. 2013.                     | [ 583 ]                                         |
| Sportsfriends                                            | Die Gute Fabrik                              | Kickstarter              | 10. дец. 2012.      | $150,000    | $152,451        | Компилација локалних мултиплејер видео игара, Johann Sebastian Joust, Riders, BaraBariBall, и Hokra. | 6. мај. 2014.                      | [ 584 ]                                         |
| LA Game Space                                            | LA Game Space                                | Kickstarter              | 7. дец. 2012.       | $250,000    | $335,657        | Непрофитни физички простор у Лос Анђелесу који је одређен за истраживање видео игара, развој, разговоре и изложбе. | Необјављен                         | [ 585 ] [ 586 ] [ 587 ] [ 588 ]                 |
| Pier Solar HD                                            | WaterMelon                                   | Kickstarter              | 5. дец. 2012.       | $139,000    | $231,370        | HD римејк Mega Drive игре улога из 2010. године која се зове Pier Solar and the Great Architects. | 30. сеп. 2014.                     | [ 589 ]                                         |
| Kung Fu Superstar                                        | Kinesthetic Games                            | Kickstarter              | 4. дец. 2012.       | £200,000    | £94,010         | Кунг фу видео игра која се контролише покретом за Windows. Видео кампање је подржао Питер Молине. Након неуспеха кампање, развојни тим је распуштен. | Није финансиран                    | [ 590 ] [ 591 ] [ 592 ]                         |
| Sir, You Are Being Hunted                                | Big Robot                                    | Kickstarter              | 2. дец. 2012.       | £40,000     | £92,551         | open world пуцачка видео игра преживљавања из првог лица. | 1. мај. 2014.                      | [ 593 ]                                         |
| Alpha Colony                                             | DreamQuest Games                             | Kickstarter              | 2. дец. 2012.       | $50,000     | $49,972         | Стратегијска видео игра коју су инспирисали M.U.L.E. у The Settlers of Catan. Друга Kickstarter Кампања за игру, са нижим циљем после неуспеха прве кампање. Кампања се брзо завршила са 28, америчких долара истичући ризике Kickstarter-овог стила кампања "све или ништа". | Није финансиран                    | [ 594 ] [ 595 ]                                 |
| Forced                                                   | BetaDwarf                                    | Kickstarter              | 1. дец. 2012.       | $40,000     | $65,413         | Фантазијска горе-доле акциона видео игра са кооперативним мултиплејером. | 24. окт. 2013.                     | [ 596 ]                                         |
| Sui Generis                                              | Bare Mettle Entertainment                    | Kickstarter              | 29. нов. 2012.      | £150,000    | £160,055        | Open world фантазијска видео игра улога. | Необјављен                         | [ 597 ] [ 598 ]                                 |
| Nevermind                                                | Erin Reynolds                                | Indiegogo                | 29. нов. 2012.      | $3,000      | $1,161          | Кампања флексибилног финансирања. Хорор игра преживљавања са динамичком тежином заснованом на биофидбеку. Друга Indiegogo кампања за игру. | 29. сеп. 2015.                     | [ 244 ] [ 599 ]                                 |
| StarForge                                                | CodeHatch                                    | Indiegogo                | 29. нов. 2012.      | $75,000     | $135,453        | Open world научно фантастична видео игра преживљавања. | 18. сеп. 2014.                     | [ 600 ]                                         |
| Maia                                                     | Simon Roth                                   | Kickstarter              | 28. нов. 2012.      | £100,042    | £140,481        | Игра управљања свемирским колонијама, коју су инспирисали Dungeon Keeper и Dwarf Fortress. Прва успешна кампања финансирања из масе за игру. | Необјављен                         | [ 601 ]                                         |
| Shadowgate                                               | Zojoi                                        | Kickstarter              | 25. нов. 2012.      | $120,000    | $137,232        | Графичка авантуристичка видео игра. Побољшани римејк фантазијеске видео игре Shadowgate из 1987. године од стране првобитног тима. | 21. авг. 2014.                     | [ 602 ] [ 603 ] [ 604 ]                         |
| illo - birth of the cool                                 | Raylight Games                               | Kickstarter              | 23. нов. 2012.      | $270,000    | $2,945          | Загонетна авантуристичка видео игра за iOS и Андроид. Кампања је отказана 10 дана пре заказаног крајњег датума 3-ег децембра. Кампања је била субјекат Edge програмерског дневника. | Није финансиран                    | [ 605 ] [ 606 ] [ 607 ] [ 608 ]                 |
| Hero-U: Rogue to Redemption                              | The Coles                                    | Kickstarter              | 20. нов. 2012.      | $400,000    | $409,150        | Фантазијска игра улога заснована на окрету са елементима авантуристичке видео игре коју су направили дизајнери Quest for Glory серијала. | Необјављен                         | [ 609 ]                                         |
| Star Citizen                                             | Cloud Imperium Games                         | Kickstarter, Independent | 19. нов. 2012.      | $500,000    | $102,905,000    | Видео игра свемирске борбе коју је направио Крис Робертс, дизајнер игре Wing Commander. Од тоталне суме, $2,134,374 је подигнуто на Kickstarter-у. Опције финансирања из масе су остале и након завршетка кампање. Од 15. јуна 2015. године, $84,103,106 је подигнуто, највећи износ за финансирање из масе до сада. | Необјављен                         | [ 610 ] [ 611 ]                                 |
| Strike Suit Zero                                         | Born Ready Games                             | Kickstarter              | 17. нов. 2012.      | $100,000    | $174,804        | Видео игра свемирске борбе заснована на Mecha-и. | 23. јан. 2013.                     | [ 612 ]                                         |
| Distance                                                 | Refract Studios                              | Kickstarter              | 16. нов. 2012.      | $125,000    | $161,981        | Футуристичка аркадна тркачка видео игра коју су направили чланови Nitronic Rush тима. Подршку видео функција кампање је пружио Арон Хајтауер - главни програмер аркадне верзије игара San Francisco Rush 2049, и Cliff Bleszinski. | Необјављен                         | [ 613 ] [ 614 ]                                 |
| Delta Six                                                | David Kotkin                                 | Kickstarter              | 1. нов. 2012.       | $500,000    | $73,449         | Џојстик у облику пиштоља са осећајем за покрет Ауграђен наrduino plплатформиКампања је отказана пре свог крајњег датума објављивања 17. новембра. Прва Kickstarter камоапа за џојстик. | Није финансиран                    | [ 442 ] [ 615 ]                                 |
| Shaker                                                   | Loot Drop                                    | Kickstarter              | 23. окт. 2012.      | $1,000,000  | $244,932        | Првобитно звана кампања Old-School RPG је отказана пре заказаног крајњег датума 4. новмебра од стране њених креатора Бренде Братваит и Том Хола. | Није финансиран                    | [ 616 ] [ 617 ]                                 |
| Project Eternity                                         | Obsidian Entertainment                       | Kickstarter, Independent | 16. окт. 2012.      | $1,100,000  | $3,986,929      | Фантазијска видео игра улога. Игра Double Fine Adventure је успела као једна од најфинансиранијих Kickstarter видео игара. Успешна је од стране игре Torment: Tides of Numenera у априлу 2013. године. Укључујући приватне помагаче, пројекат је подигао преко 4,5 милиона америчких долара. Објављена је као Pillars of Eternity. | 26. мар. 2015.                     | [ 618 ] [ 619 ]                                 |
| Sensible Software 1986–1999                              | Darren Wall                                  | Kickstarter              | 7. окт. 2012.       | $30,000     | $39,493         | Пројекат кљиге који прати историју Sensible Software. | окт. 2013.                         | [ 620 ] [ 621 ] [ 622 ]                         |
| Homestuck Adventure Game                                 | MS Paint Adventures                          | Kickstarter              | 4. окт. 2012.       | $700,000    | $2,485,506      | Авантуристичка видео игра заснована Homestuck веб стрипу. Игра The Order of the Stick је успела као највише финансирани стип који се односи на Kickstarter пројекат. | Необјављен                         | [ 623 ] [ 624 ]                                 |
| Nexus 2: The Gods Awaken                                 | Most Wanted Entertainment                    | Kickstarter              | 28. сеп. 2012.      | $650,000    | $161,731        | Видео игра тактике у реалном времену и симулатор свемирске борбе. Наставак игре Nexus: The Jupiter Incident коју је направио Mithis Entertainment. Као прва кампања за игру, и ова друга кампања је завршила неуспехом. | Није финансиран                    | [ 625 ]                                         |
| Broken Sword: The Serpent's Curse                        | Revolution Software                          | Kickstarter              | 22. сеп. 2012.      | $400,000    | $771,560        | Графичка авантуристичка видео игра. Пета игра у Broken Sword серијалу. | 4. дец. 2013. - 20. јун. 2014.     | [ 626 ]                                         |
| Pinball Arcade: Star Trek The Next Generation            | FarSight Studios                             | Kickstarter              | 16. сеп. 2012.      | $45,000     | $52,137         | Дигитализовани и лиценцирани Star Trek: The Next Generation за Флипер аркаду. FarSight Studios-ова друга Kickstarter кампања. | 25. феб. 2013.                     | [ 627 ]                                         |
| Chivalry: Medieval Warfare                               | Torn Banner Studios                          | Kickstarter              | 15. сеп. 2012.      | $50,000     | $85,934         | Видео игра борбе прса у прса из првог лица. Први комерцијални пројекат од Age of Chivalry мод тима. | 16. окт. 2012.                     | [ 628 ]                                         |
| Planetary Annihilation                                   | Uber Entertainment                           | Kickstarter              | 14. сеп. 2012.      | $900,000    | $2,229,344      | Стратегија у реалном времену коју су направили чланов Total Annihilation тима. | 5. сеп. 2014.                      | [ 629 ]                                         |
| Mercenary Kings                                          | Tribute Games                                | Kickstarter              | 13. сеп. 2012.      | $75,000     | $116,064        | 2D трчи и пуцај видео игра са кооперативним мултиплејером. Илустрације је направио Пол Робертсон. | 25. мар. 2014.                     | [ 630 ]                                         |
| Expeditions: Conquistador                                | Logic Artists                                | Kickstarter              | 12. сеп. 2012.      | $70,000     | $77,247         | Тактичка игра улога смештена у доба великих географских открића. Играч води шпанску експедицију до Хиспаниоле и Мексика . | 30. мај. 2013.                     | [ 631 ]                                         |
| Knock-Knock                                              | Ice-Pick Lodge                               | Kickstarter              | 11. сеп. 2012.      | $30,000     | $41,021         | 2D авантуристичка хорор игра преживљавања. | 4. окт. 2013.                      | [ 632 ] [ 633 ]                                 |
| Solforge                                                 | Stone Blade Entertainment                    | Kickstarter              | 11. сеп. 2012.      | $250,000    | $429,715        | Фантазијска дигитална игра размене карата коју су дизајнирали Џастин Гери и Ричард Гарфилд, дизајнери игре Magic: The Gathering. | Необјављен                         | [ 634 ] [ 635 ] [ 636 ]                         |
| Insurgency 2                                             | New World Interactive                        | Kickstarter              | 8. сеп. 2012.       | $180,000    | $66,582         | Пуцачка игра из првог лица, комерцијални наставак бесплатног мода за игру Insurgency: Modern Infantry Combat. Упркос неуспеха циљева кампање, New World Interactive је прикупио новчана средства кроз Steam Early Access и игра је објављена у јануару 2014. године као Insurgency. | јан. 2014.                         | [ 637 ] [ 638 ]                                 |
| Oculus Rift                                              | Oculus VR                                    | Kickstarter              | 1. сеп. 2012.       | $250,000    | $2,437,429      | Наочаре за виртуелну стварност дизајниране за играње игара. Видео кампање је добио подршку од неколико запажених личности индустрије видео игара. Развојне јединице су почеле шпедицију у марту 2013. године. Kickstarter присталице као што је Ноч, критиковале су Oculus VR-ову продају компаније фејсбуку 2014-е године. | 29. мар. 2013. (Развојне јединице) | [ 639 ] [ 640 ] [ 641 ]                         |
| Project Giana                                            | Black Forest Games                           | Kickstarter              | 31. авг. 2012.      | $150,000    | $186,158        | 2.5D платформна видео игра. Наставак игара The Great Giana Sisters и Giana Sisters DS. Објављена је као Giana Sisters: Twisted Dreams. | 23. окт. 2012.                     | [ 642 ]                                         |
| GaymerCon                                                | GaymerCon                                    | Kickstarter              | 31. авг. 2012.      | $25,000     | $91,388         | Gaymer конвенција у Сан Франциску, преименована је у GaymerX због спора са жигом. Задржана је преко два дана у августу 2013. године. | авг. 2013.                         | [ 643 ] [ 644 ]                                 |
| Ukiyo-e Heroes                                           | Jed Henry                                    | Kickstarter              | 31. авг. 2012.      | $10,400     | $313,341        | Пинтови на јапанским дрвеним плочама у Ukiyo-e стилу инспририсани ликовима из видео игара. Најфинансиранији илустрациони пројекат на Kickstarter-у. | 5. нов. 2012. (почела шпедиција)   | [ 645 ] [ 646 ]                                 |
| Balance of the Planet                                    | Chris Crawford                               | Kickstarter              | 29. авг. 2012.      | $150,000    | $13,594         | Образовна видео игра која учи играча о забринутости за заштиту животне средине. Ажурирана је на Crawford-ову видео игру из 1990. године, Balance of the Planet. Постизање Kickstarter-овог циља би омогућило да се игра даје бесплатно, али кампања је била неуспех по речима креатора. | Није финансиран                    | [ 647 ] [ 648 ]                                 |
| Castle Story                                             | Sauropod Studio                              | Kickstarter              | 26. авг. 2012.      | $80,000     | $702,516        | Стратегија у реалном времену којој се граде замци. | Необјављен                         | [ 649 ]                                         |
| Volgarr the Viking                                       | Crazy Viking Studios                         | Kickstarter              | 23. авг. 2012.      | $18,000     | $39,964         | 2D акциона платформер видео игра инспирисана 16-bit ером. | 11. сеп. 2013.                     | [ 650 ] [ 651 ]                                 |
| Steam Bandits: Outpost                                   | Iocaine Studios                              | Kickstarter              | 19. авг. 2012.      | $30,000     | $55,362         | Бесплатна стимпанк видео игра изградње града. | Необјављен                         | [ 652 ]                                         |
| From Bedrooms to Billions                                | Nicola Caulfield & Anthony Caulfield         | Indiegogo                | 17. авг. 2012.      | $35,000     | $37,027         | Документарни филм пројекат који прати историју индустрије видео игара Уједињеног краљевства. Прва успешна кампања финансирања из масе за филм, која доприноси трошковима продукције. | 3. окт. 2014.                      | [ 653 ]                                         |
| Penny Arcade Sells Out                                   | Penny Arcade                                 | Kickstarter              | 15. авг. 2012.      | $250,000    | $528,144        | Кампања за брисање онлајн рекламирања из Penny Arcade веб стрипа. Проширени циљ је добио дозволу да се уклоне рекламе са свих почетних страна за једну годину. | авг. 2012.                         | [ 654 ] [ 655 ]                                 |
| Shadowrun Online                                         | Cliffhanger Productions                      | Kickstarter              | 14. авг. 2012.      | $500,000    | $558,863        | MMORPG у Shadowrun универзуму, не треба је мешати са игром Shadowrun Returns. Објављена је као Shadowrun Chronicles: Boston Lockdown. | 28. апр. 2015.                     | [ 656 ]                                         |
| Defense Grid 2                                           | Hidden Path Entertainment                    | Kickstarter              | 14. авг. 2012.      | $250,000    | $271,726        | Видео игра одбране куле. Упркос достизања почетног циља од 250,000, америчких долара ово је само обезбедило финансирање за експанзије за игру Defense Grid: The Awakening . За пун наставак би био потребан проширени циљ од 1.000.000. америчких долара Мањак финансијских средстава у 2013. години је дочекао Стивен Денглер, дозвољавајући игри Defense Grid 2 да настави. | 23. сеп. 2014.                     | [ 657 ] [ 658 ]                                 |
| Video Games: The Movie                                   | Mediajuice Studios                           | Indiegogo                | 10. авг. 2012.      | $107,550    | $1,790          | Кампања флексибилног финансирања. Документарни филм пројекат који прати историју и културу видео игара. Упркос неиспуњавању циљева своје кампање, Mediajuice је примио финансијска средства. Снимање је ипак успело да се настави. | 15. јун. 2014.                     | [ 659 ] [ 660 ]                                 |
| Ouya                                                     | Ouya                                         | Kickstarter              | 9. авг. 2012.       | $950,000    | $8,596,474      | Играчка конзола базирана на Андроиду. Индустријски дизајниран од стране Yves Béhar-а. Најфинансиранији пројекат видео игре на Kickstarter, и други најфинансиранији пројекат уопште након Pebble паметног сата. Развојне јединице су почеле шпедицију у марту 2013. године. | 25. јун. 2013.                     | [ 661 ]                                         |
| Star Command                                             | War Balloon Games                            | Kickstarter              | 8. авг. 2012.       | $100,000    | $151,806        | Видео игра симулације звезданог брода. Windows и Мек верзије. | 12. мај. 2013.                     | [ 662 ]                                         |
| Detective Grimoire                                       | SFB Games & Armor Games                      | Kickstarter              | 2. авг. 2012.       | $25,000     | $29,611         | Point-and-click авантуристичка игра. | 2. јан. 2014.                      | [ 663 ]                                         |
| Divekick                                                 | One True Game Studios                        | Kickstarter              | 31. јул. 2012.      | $30,000     | $32,543         | Борилачка игра са два дугмета. Кампања је отказана пре свог крајњег датума објављивања 1. августа упркос достизања свог циља након што је програмер обезбедио финансијска средства за издавача. | 20. авг. 2013.                     | [ 664 ] [ 665 ]                                 |
| Alpha Colony                                             | DreamQuest Games                             | Kickstarter              | 15. јул. 2012.      | $500,000    | $101,472        | Стратегијска видео игра инсирисана играма M.U.L.E. и The Settlers of Catan. Прва Kickstarter кампања за игру. | Није финансиран                    | [ 595 ] [ 666 ]                                 |
| Clang                                                    | Subutai Corporation                          | Kickstarter              | 9. јул. 2012.       | $500,000    | $526,125        | Видео игра борбе мачевима коју је направио Нил Стефнсон. Видео кампање је снимљен у Bungie-јевом студију за снимање покрета; Гејб Њул се појављује као камеј. Развој је стао у септембру 2013. године након што Subutai није успео да подигне даље финансирање. Отказана је у септембру 2014. године. | Отказан                            | [ 667 ] [ 668 ] [ 669 ] [ 670 ]                 |
| Haunts: The Manse Macabre                                | Mob Rules Games                              | Kickstarter              | 6. јул. 2012.       | $25,000     | $28,739         | Стратегија заснована на окрету са хорор темом. Упркос успешној кампањи, одлагање у развоју је зачило да ће Mob Rules Games-у нестати финансијских средстава пре завршетка пројекта, зауставља се развој игре Haunts. Игра је објављена у незавршеном стању као пројекат отвореног кода у октобру 2012. године. | 23. окт. 2012. (изворни код)       | [ 671 ] [ 672 ]                                 |
| Dead State                                               | DoubleBear Productions                       | Kickstarter              | 5. јул. 2012.       | $150,000    | $332,635        | Зомби игра улогазасноавана на окрету којy је направио Брајан Мицода из DoubleBear Productions-а. | 4. дец. 2014.                      | [ 673 ]                                         |
| Lilly Looking Through                                    | Geeta Games                                  | Kickstarter              | 1. јул. 2012.       | $18,000     | $33,516         | Point-and-click авантуристичка игра. | 19. нов. 2013.                     | [ 674 ] [ 675 ]                                 |
| Pinball Arcade: The Twilight Zone                        | FarSight Studios                             | Kickstarter              | 17. јун. 2012.      | $55,000     | $77,499         | Дигитализовани и лиценцирани филм The Twilight Zone за Флипер Аркаду. | 30. нов. 2012.                     | [ 676 ]                                         |
| Tex Murphy - Project Fedora                              | Big Finish Games                             | Kickstarter              | 16. јун. 2012.      | $450,000    | $598,104        | Графичка авантуристичка игра. Шеста игра у Tex Murphy серијалу. Објављена је као Tesla Effect: A Tex Murphy Adventure. | 7. мај. 2014.                      | [ 677 ]                                         |
| Tropes vs. Women in Video Games                          | Anita Sarkeesian                             | Kickstarter              | 16. јун. 2012.      | $6,000      | $158,922        | Документарни видео серијал који испитује тропе женског пола у видео играма. Sarkeesian је била предмет онлајн узнемиравања током Kickstarter кампање. | 7. мар. 2013. (прва епизода)       | [ 678 ]                                         |
| SpaceVenture                                             | Two Guys from Andromeda                      | Kickstarter              | 12. јун. 2012.      | $500,000    | $539,767        | Графичка авантуристичка игра, духовни наследник Space Quest серијала од његових оригиналних креатора. | Необјављен                         | [ 679 ] [ 680 ] [ 681 ] [ 682 ]                 |
| Xenonauts                                                | Goldhawk Interactive                         | Kickstarter              | 10. јун. 2012.      | $50,000     | $154,715        | Научно фантастична тактичка видео игра заснована на окрету инспирисана X-COM серијалом. | 17. јун. 2014.                     | [ 683 ]                                         |
| Pathfinder Online                                        | Goblinworks                                  | Kickstarter              | 8. јун. 2012.       | $50,000     | $307,843        | MMORPG у Pathfinder Roleplaying Game универзуму. Прва успешна Kickstarter кампања за игру, доприноси технологији демонстратора. | Необјављен                         | [ 684 ]                                         |
| Carmageddon: Reincarnation                               | Stainless Games                              | Kickstarter              | 6. јун. 2012.       | $400,000    | $625,143        | Саобраћајно борилачка тркачка видео игра. Четврта игра уCarmageddon серијалу. | 21. мај. 2015.                     | [ 685 ]                                         |
| Diamond Trust of London                                  | Jason Rohrer                                 | Kickstarter              | 26. мај. 2012.      | $78,715     | $90,118         | Стратегија заснована на окрету. Прва Nintendo DS игра финансирана из масе. | 28. авг. 2012.                     | [ 686 ]                                         |
| Cloudberry Kingdom                                       | Pwnee Studios                                | Kickstarter              | 26. мај. 2012.      | $20,000     | $23,582         | Платформна игра са процедуално генерисаним нивоима. | 30. јун. 2013.                     | [ 687 ]                                         |
| Legends of Eisenwald                                     | Aterdux Entertainment                        | Kickstarter              | 22. мај. 2012.      | $50,000     | $83,577         | Тактичка видео игра улога у средњовековној Немачкој. | 2. јун. 2015.                      | [ 688 ]                                         |
| Ravaged                                                  | 2 Dawn Games                                 | Kickstarter              | 20. мај. 2012.      | $15,000     | $38,767         | Мултиплејер саобраћајна пуцачка игра из првог лица. | 17. окт. 2012.                     | [ 689 ]                                         |
| 100 Yen: The Japanese Arcade Experience                  | Strata Studios                               | Indiegogo                | 20. мај. 2012.      | $20,000     | $32,213         | Кампања флексибилног финансирања. Документарни филм пројекат који покрива јапанску акркадну културу. Друга успешна Indiegogo кампања за филм, која доприноси трошковима пост-продукције. Премијера је била на 2012 PAX Prime-у. | 1. сеп. 2012.                      | [ 690 ] [ 691 ] [ 692 ]                         |
| Jane Jensen's Moebius                                    | Pinkerton Road Studio                        | Kickstarter              | 19. мај. 2012.      | $300,000    | $435,316        | Графичка авантуристичка игра коју је направила Џејн Џенсен, креатор Gabriel Knight серијала. Објављена је као Moebius: Empire Rising. | 15. апр. 2014.                     | [ 693 ]                                         |
| Grim Dawn                                                | Crate Entertainment                          | Kickstarter              | 18. мај. 2012.      | $280,000    | $537,515        | Акциона игра улога коју су направили чланови Titan Quest тима. | Необјављен                         | [ 694 ]                                         |
| République                                               | Camouflaj                                    | Kickstarter              | 11. мај. 2012.      | $500,000    | $555,662        | Видео игра шуњања за iOS и Андроид. као резултат повратних информација Kickstarter кампање, PC и Мек верзије су најављене. | 19. дец. 2013. (прва епизода)      | [ 695 ]                                         |
| Starlight Inception                                      | Escape Hatch Entertainment                   | Kickstarter              | 9. мај. 2012.       | $150,000    | $158,152        | Видео игра свемирске борбе. | 22. апр. 2014.                     | [ 696 ] [ 697 ]                                 |
| Thomas Was Alone                                         | Mike Bithell                                 | Indiegogo                | 8. мај. 2012.       | $4,000      | $2,452          | Флексибилна кампања финансирања. Платформна игра. Кампања да се финансира гласовни глумац који ће обезбедити нарацију. Упркос неуспеху постизања циљева кампање, Битхел је прикупио финансијска средства, што је омогућило да запосле Дени Волеса. | 30. јун. 2012.                     | [ 698 ]                                         |
| Yogventures!                                             | Winterkewl Games                             | Kickstarter              | 6. мај. 2012.       | $250,000    | $567,665        | Open world мултиплејер видео игра у којој се појављујеThe Yogscast. Развој је отказан у јулу 2014. године. The Yogscast је прикупио 150.000 америчких долара и имовину за игру од Winterkewl али су нагласили да нису у обавези да обезбеде награде за подржаваоце што је довело до колапса пројекта. Подржаваоцима су понуђене копије игре Tug уместо отказаног Yogventures-а! | Отказан                            | [ 699 ] [ 700 ] [ 701 ] [ 702 ]                 |
| Nekro                                                    | darkForge                                    | Kickstarter              | 4. мај. 2012.       | $100,000    | $158,733        | Акциона видео игра са некроманцер темом. | 2. мај. 2014.                      | [ 703 ]                                         |
| Leisure Suit Larry: Reloaded                             | Replay Games                                 | Kickstarter              | 2. мај. 2012.       | $500,000    | $655,182        | Графичка авантуристичка игра. Римејк видео игре Leisure Suit Larry in the Land of the Lounge Lizards из 1987. године. | 27. јун. 2013.                     | [ 704 ]                                         |
| Shadowrun Returns                                        | Harebrained Schemes                          | Kickstarter              | 29. апр. 2012.      | $400,000    | $1,836,447      | Тактичка игра улога за једног играча у Shadowrun универзуму, не треба је мешати са игром Shadowrun Online. | 25. јул. 2013.                     | [ 705 ]                                         |
| The Dead Linger                                          | Sandswept Studios                            | Kickstarter              | 29. апр. 2012.      | $60,000     | $154,968        | open world зомби преживљавње пуцачка видео игра из првог лица. | Необјављен                         | [ 706 ]                                         |
| Mythic: The Story of Gods and Men                        | Little Monster Productions                   | Kickstarter              | 28. апр. 2012.      | $80,000     | $4,739          | Фантазијска акциона игра улога. Кампања је отказана пре свог крајњег датума објављивања 10. јуна након што је изложена као лажна. | Није финансиран                    | [ 707 ] [ 708 ]                                 |
| Class of Heroes 2                                        | MonkeyPaw Games, Gaijinworks                 | Kickstarter              | 27. апр. 2012.      | $500,000    | $96,951         | Јапанска видео игра улога коју је развио Acquire и објавио у Јапану 2009. године. Кампања да се финансира објављивање на Енглеском језику. Упркос неуспеха циљева кампање, енглеска верзија је објављена у јуну 2013. године. | 4. јун. 2013.                      | [ 709 ] [ 710 ]                                 |
| The Banner Saga                                          | Stoic                                        | Kickstarter              | 20. апр. 2012.      | $100,000    | $723,886        | Тактичка игра улога смештена у доба викинга. | 14. јан. 2014.                     | [ 711 ]                                         |
| Smart Controllers                                        | Evolution Controllers                        | Kickstarter              | 19. апр. 2012.      | $60,000     | $34,030         | Блутут џојстик дизајниран пре свега за мобилне уређаје. Прва Kickstarter кампања за џојстик. | Није финансиран                    | [ 712 ] [ 713 ]                                 |
| Wasteland 2                                              | inXile entertainment                         | Kickstarter              | 17. апр. 2012.      | $900,000    | $2,933,252      | Видео игра улога. Наставак на Wasteland из 1988. године од чланова оригиналног тима. | 19. сеп. 2014.                     | [ 714 ]                                         |
| Nevermind                                                | Erin Reynolds                                | Indiegogo                | 6. апр. 2012.       | $2,000      | $1,324          | Кампања флексибилног финансирања. Вигра хорор преживљавања са динамичком тежином заснованој на биофидбеку. Прва Indiegogo кампања за игру. | 29. сеп. 2015.                     | [ 244 ] [ 715 ]                                 |
| FTL: Faster Than Light                                   | Subset Games                                 | Kickstarter              | 1. апр. 2012.       | $10,000     | $200,542        | Roguelike стратегија звезданих бродова. | 14. сеп. 2012.                     | [ 716 ]                                         |
| Takedown                                                 | Serellan                                     | Kickstarter              | 1. апр. 2012.       | $200,000    | $221,833        | Тактичка пуцачка игра из првог лица коју је направио Крјстијан Аленов Serellan студио. Објављена је као Takedown: Red Sabre. | 20. сеп. 2013.                     | [ 717 ]                                         |
| Auditorium 2: Duet                                       | Cipher Prime                                 | Kickstarter              | 30. мар. 2012.      | $60,000     | $71,061         | Музичка видео игра. наставак на Auditorium. | Необјављен                         | [ 718 ] [ 719 ]                                 |
| Idle Thumbs                                              | Idle Thumbs                                  | Kickstarter              | 21. мар. 2012.      | $30,000     | $136,924        | Оживљавање Idle Thumbs серијала подкеста видео игре. Видео игра из првог лица Thirty Flights of Loving је произведена да промовише кампању. | 19. јун. 2012.                     | [ 720 ]                                         |
| Double Fine Adventure                                    | Double Fine Productions                      | Kickstarter              | 13. мар. 2012.      | $400,000    | $3,336,371      | Point-and-click авантуристичка игра bкоју је направио Тим Шафер, дизајнер игара Full Throttle и Grim Fandango. У пратњи је 2 Player Productions документарца. 87,142 присталица, највише присталица док није превазиђено од стране Veronica Mars Movie Project у априлу 2013. године. Најфинансиранији Kickstarter пројекат након што га је престигао Pebble паметни сат у априлу 2012. године. Најфинансиранија Kickstarter видео игра док је није пресигао Project Eternity у октобру 2012. године. Заслужан за довођење 60.000 присталица први пут на Kickstarter платформу, што повећава одважност у финансирању видео игара из масе. Преименовани Broken Age, први акт је објављен у јануару 2014. године а цела игра у априлу 2015. године. | 28. апр. 2015. (цела игра)         | [ 721 ] [ 722 ] [ 723 ]                         |
| Code Hero                                                | Primer Labs                                  | Kickstarter              | 24. феб. 2012.      | $100,000    | $170,954        | Образовна видео игра која учи играче како да програмирају. Упркос успешне кампање, Primer Labs-у је нестало финансијских средстава пре завршавања пројекта, што погоршава ток кашњења. | Необјављен                         | [ 724 ] [ 725 ]                                 |
| Angry Video Game Nerd: The Movie                         | James Rolfe                                  | Indiegogo                | 2. феб. 2012.       | $75,000     | $325,327        | Кампања флексибилног финансирања. Комедија заснована на The Angry Video Game Nerd серијалу. Премијера је била на Grauman's Egyptian Theatre у јулу 2014. | 21. јул. 2014.                     | [ 726 ]                                         |
| Organ Trail: Director's Cut                              | The Men Who Wear Many Hats                   | Kickstarter              | 19. јан. 2012.      | $3,000      | $16,339         | Зомби игра преживљавања која је пародија на The Oregon Trail. Комерцијални римејк бесплатног Adobe Flash оригинала. | 9. авг. 2012.                      | [ 727 ]                                         |
| Waveform                                                 | Eden Industries                              | Kickstarter              | 3. јан. 2012.       | $8,000      | $3,762          | Акциона игра манипулације таласа. Упркос неуспеха циљева своје кампање, игра је објављена у марту 2012. године. | 20. мар. 2012.                     | [ 728 ] [ 729 ]                                 |
| StarDrive                                                | Daniel DiCicco                               | Kickstarter              | 30. дец. 2011.      | $7,500      | $17,676         | 2D научно фантастична 4X видео игра са елементима стратегије у реалном времену. | 26. апр. 2013.                     | [ 730 ]                                         |
| Cognition: An Erica Reed Thriller                        | Phoenix Online Studios                       | Kickstarter              | 11. дец. 2011.      | $25,000     | $34,247         | Point-and-click авантуристичка игра. Џејн Џесен је служила као консултант приче. | 30. окт. 2012. (прва епизода)      | [ 731 ]                                         |
| BlindSide                                                | Aaron & Mike                                 | Kickstarter              | 1. дец. 2011.       | $7,000      | $14,191         | Аудио хорор игра преживљавања у којој је играч слеп. | 22. мај. 2012.                     | [ 732 ] [ 733 ] [ 734 ]                         |
| Lifeless Planet                                          | David Board                                  | Kickstarter              | 24. окт. 2011.      | $8,500      | $17,236         | Акционо авантуристичка видео игра у научној фантастици. | 6. јун. 2014.                      | [ 735 ]                                         |
| Zombies, Run!                                            | Six to Start and Naomi Alderman              | Kickstarter              | 10. окт. 2011.      | $12,500     | $72,627         | Видео игра аугментативне реалности која је дизајнирана да допуни покренуте сесије за iOS и Андроид. | 27. феб. 2012.                     | [ 736 ]                                         |
| Venus Patrol                                             | Brandon Boyer                                | Kickstarter              | 7. окт. 2011.       | $50,000     | $105,398        | Независни наследник Boing Boing-овог Offworld веб сајта културе видео игара. | сеп. 2012.                         | [ 737 ] [ 738 ]                                 |
| Star Command                                             | War Balloon Games                            | Kickstarter              | 6. окт. 2011.       | $20,000     | $36,967         | Видео игра симулације звезданих бродова. iOS и Андроид верзије. Упркос успешне кампање, War Balloon је потценио потребна финансијска средства, која захтевају даље финансирање дуга за финансирање игре. После дугих одлагања, iOS верзија је објављена у мају 2013. године смањеног обима у односу на оригиналну визију кампање. | 2. мај. 2013. (iOS)                | [ 739 ] [ 740 ] [ 741 ]                         |
| Videogame History Museum                                 | Videogame History Museum                     | Kickstarter              | 1. сеп. 2011.       | $30,000     | $50,266         | Непрофитни музеј посвећен очувању историје видео игара. Кампања за централизацију музејске колекције, први корак ка успостављању сталног места одржавања да му домаћин буде музеј. | Необјављен                         | [ 742 ] [ 743 ]                                 |
| Blade Symphony                                           | Puny Human Games                             | Kickstarter              | 28. авг. 2011.      | $15,000     | $19,058         | Акциона видео игра борбе мачевима. | 7. мај. 2014.                      | [ 744 ]                                         |
| Nexus 2                                                  | Most Wanted Entertainment                    | GamesPlant               | 16. авг. 2011.      | €400,000    | €104,867        | Видео игра тактике у реалном времену и симулатор свемирске борбе. Наставак игре Nexus: The Jupiter Incident коју је направио Mithis Entertainment. Прва кампања финансирања из масе за игру. | Није финансиран                    | [ 745 ]                                         |
| Octodad 2                                                | Young Horses                                 | Kickstarter              | 10. авг. 2011.      | $20,000     | $24,320         | Акциона видео игра шуњања, играчи морају одржавати прикривеност октопода прерушеног у човека. Комерцијални наставак на бесплатну игру Octodad. Објављена је као Octodad: Dadliest Catch. | 30. јан. 2014.                     | [ 746 ]                                         |
| Indie Game: The Movie                                    | BlinkWorks                                   | Kickstarter              | 23. јул. 2011.      | $35,000     | $71,335         | Документарни филм пројекат који покрива независно развијање видео игара. Друга успешна Киckstarter кампања за филм, која доприноси трошковима пост-продукције. Премијера је била на 2012 Sundance Film Festival. | 20. јан. 2012.                     | [ 747 ]                                         |
| No Time To Explain                                       | tinyBuildGAMES                               | Kickstarter              | 26. мај. 2011.      | $7,000      | $26,068         | Платформна видео игра сак комедијским елементима путовања временом, надоградња за оригиналну Adobe Flash верзију. | 15. авг. 2011.                     | [ 748 ]                                         |
| Minecraft: The Story of Mojang                           | 2 Player Productions                         | Kickstarter              | 26. мар. 2011.      | $150,000    | $210,297        | Документарни филм пројекат који покрива Minecraft и његовог програмера Mojang. Премијера је била на Xbox Live-у у децембру 2012. године. | 22. дец. 2012.                     | [ 749 ]                                         |
| Cthulhu Saves the World                                  | Zeboyd Games                                 | Kickstarter              | 16. феб. 2011.      | $3,000      | $6,898          | 2D комедијска Видео игра улога инспирисана 16-bit ером. Побољшани порт за Xbox Live Indie Games оригинала за Windows. | 13. јун. 2011.                     | [ 750 ] [ 751 ]                                 |
| Kentucky Route Zero                                      | Jake Elliott                                 | Kickstarter              | 6. феб. 2011.       | $6,500      | $8,583          | Магично реалистична авантуристичка игра. Jake Elliott-ов други Kickstarter пројекат после A House in California у октобру 2010. године. | 7. јан. 2013. (прва епизода)       | [ 752 ]                                         |
| 100 Yen: The Japanese Arcade Experience                  | Strata Studios                               | Indiegogo                | 2. феб. 2011.       | $9,000      | $14,848         | Кампања флексибилног финансирања. Документарни филм пројекат који покрива Јапанску аркадну културу. Прва успешна Indiegogo кампања за филм, доприноси путним и трошковима проиводње. Премијера је била на 2012 PAX Prime. | 1. сеп. 2012.                      | [ 691 ] [ 753 ]                                 |
| A House in California                                    | Jake Elliott                                 | Kickstarter              | 16. окт. 2010.      | $600        | $1,130          | Point-and-click уметничка видео игра. Кампања финансира физичко издање игре. Названа је Најмањим Малим Пројектом на Kickstarter-овим доделама награда 2010-е године. Изабрана је за Nuovo награду на Фестивалу независних игара 2011-е године. | 31. окт. 2010.                     | [ 754 ] [ 755 ] [ 756 ]                         |
| Indie Game: The Movie                                    | BlinkWorks                                   | Kickstarter              | 20. јул. 2010.      | $15,000     | $23,341         | Документарни филм пројекат који покрива независан развој игара. Прва успешна Kickstarter-ова кампања за филм, доприноси трошковима пута и производње. Премијера филма је била на Sundance филмском фестивалу 2012-е године. | 20. јан. 2012.                     | [ 757 ]                                         |
| Sequence                                                 | Jason Wishnov                                | Kickstarter              | 27. апр. 2010.      | $600        | $2,602          | Акциона ритамска игра улога. | 6. мај. 2011.                      | [ 758 ] [ 759 ]                                 |
| Glorkian Warrior                                         | James Kochalka and Pixeljam                  | Kickstarter              | 22. мар. 2010.      | $10,000     | $11,200         | 2D shoot 'em up игра коју је дизајнирао Џејмс Кочалка. | 24. мар. 2015.                     | [ 760 ] [ 761 ]                                 |
| Kill Screen                                              | Kill Screen                                  | Kickstarter              | 15. нов. 2009.      | $3,500      | $5,949          | Магазин видео игара. | мар. 2010. (прво издање)           | [ 762 ]                                         |
| Resonance                                                | VinceTwelve                                  | Kickstarter              | 1. нов. 2009.       | $150        | $2,080          | Графичка авантура. Кампања финансира игру у такмичењу на Фестивалу независних игара 2010-е године. | 19. јун. 2012.                     | [ 763 ]                                         |